# La Cumbre (Córdoba)
La Cumbre es una localidad argentina situada en el departamento de Punilla, provincia de Córdoba.
La localidad está ubicada 80 km al noroeste de la Ciudad de Córdoba sobre la RN 38, al pie de las Sierras Chicas en una zona conocida como sierra de La Viarapa, y forma parte del Gran Córdoba.
Aunque la mayoría de la población vive en el casco urbano céntrico, La Cumbre también incluye los parajes más alejados de Cuchi Corral, Río Pintos, El Rosario y Tiu Mayú.

## El nombre
La Cumbre, que anteriormente se llamaba San Jerónimo, debe su nombre al ferrocarril, ya que fue la villa más alta del ramal, a una altitud de 1141 m s. n. m. por cuya razón se le dio el nombre “La Cumbre” cuando se abrió el primer horario de verano, el 1 de diciembre de 1900.

## Historia

### Época de la conquista española
La historia de La Cumbre se remonta a la llegada de los españoles al Valle de la Punilla, contemporánea a la fundación de Córdoba. Quienes se asentaron en aquella época eran personas de gran notoriedad, participantes de la conquista de Chile y Tucumán, por cuyos méritos y prerrogativas solicitaban u obtenían mercedes territoriales que cultivaban con mano de obra indígena, enajenándolas después o legándolas a sus herederos. Personajes de la talla de Bartolomé Jaime, Francisco Pérez de Aragón, Gabriel García de Frías, Antonio Pereyra, Juan de Mitre, Tristán de Tejeda y otros serán dueños y señores de grandes extensiones de tierra en el Valle de Punilla. A su vez, como parte de la política poblacional de las autoridades hispanas, existía la práctica de la encomienda, que consistía en conceder pueblos indígenas vacantes, junto con sus indios y caciques, a destacados conquistadores para que se ocupasen de su administración. Uno de estos casos fue la estancia San Gerónimo: el 30 de octubre de 1585 se conceden tierras a cinco hijos del cofundador de Córdoba, el capitán Bartolomé Jaime, de las cuales el Capitán Gerónimo de Quevedo compra tres cuartas partes alrededor de 1633 en las cuales construirá su estancia, heredada en su familia hasta finales del siglo XVIII. 

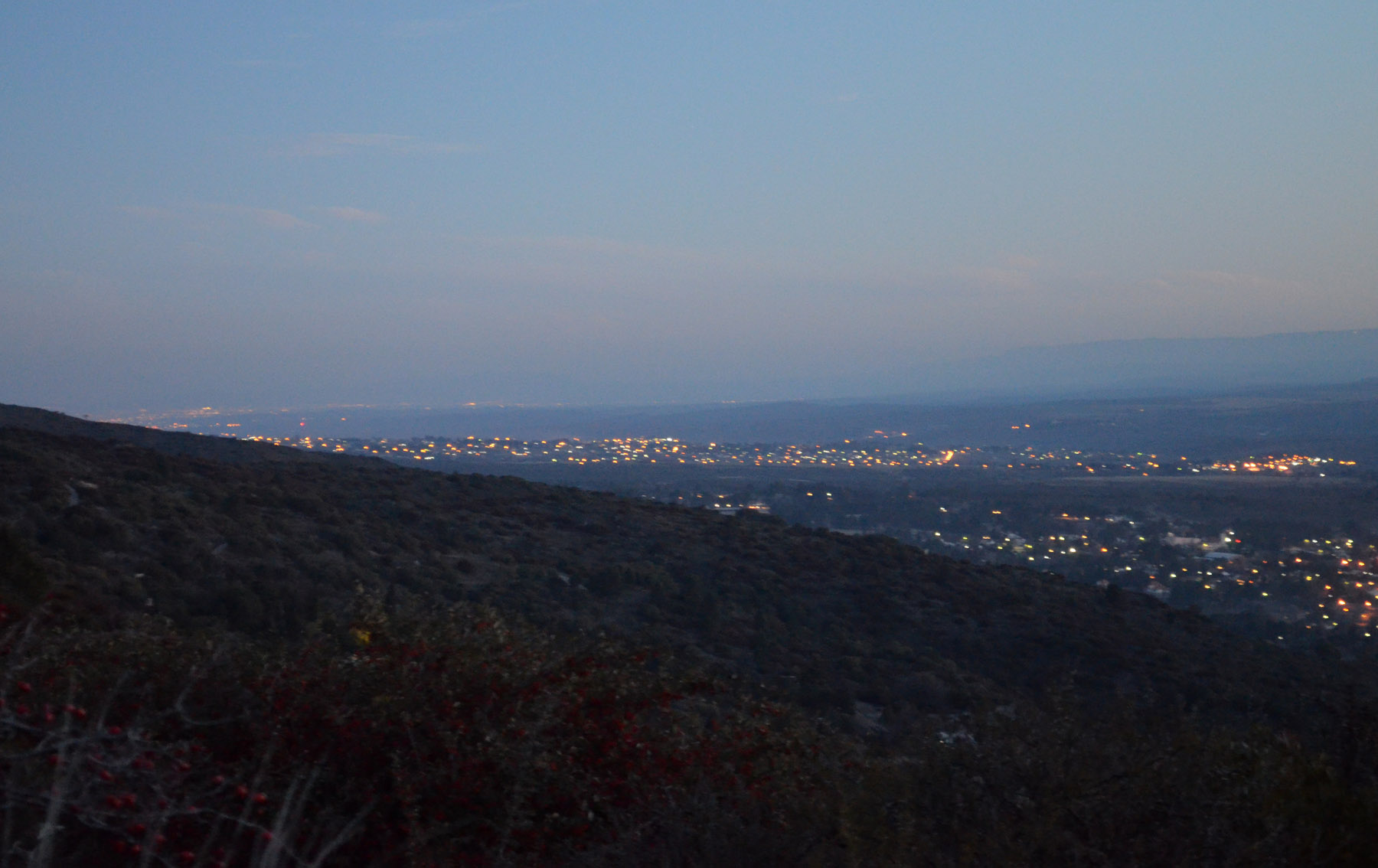
Punilla visto desde Cruz Chica, parte de La Cumbre se aprecia en primer término, La Falda en el medio y Carlos Paz detrás.

### SigloXX
Durante la primera década del siglo XX a la población de 155 individuos en la localidad (1895) se suman inmigrantes italianos, españoles e ingleses. Este crecimiento de la población fomentó un cambio en la sociedad pastoril, la promoción de dos instituciones, la escuela y la capilla y las primeras inversiones en dos nuevas industrias, la minería y el turismo.
La formación de las instituciones fundamentales del pueblo (Comisión de Fomento y Registro Civil en 1911 y Municipalidad  en 1916), su delineación (1913), la puesta en funcionamiento de los servicios básicos (agua corriente 1917)  y la paulatina consolidación de los aspectos turísticos, con apertura de hoteles, y de la minería, con la extracción de mármoles, fueron las bases de una década de crecimiento y aumento de la población, que se quintuplico y empezó a asentarse en el centro urbano,  en los alrededores de la estación ferroviaria.
En los años siguientes aparecerán y se reforzarán los espacios comunitarios como el Golf Club (1924), y la nueva iglesia Nuestra Señora del Carmen (1920) que elevó La Cumbre a categoría de parroquia (1924) y permitió la radicación de la comunidad de frailes Capuchinos, con su trabajo evangelizador.
La década del 30 es considerada los años de Oro para La Cumbre, ya que este fue un periodo de gran expansión en el cual los apellidos ilustres de Buenos Aires, Rosario, Santa Fe y Córdoba, sumados a la clase terrateniente de la pampa húmeda, eligieron esta población como destino de vacaciones. Primero se alojaron en hoteles, pero luego vendría la compra de tierras y la construcción de fastuosas mansiones con materiales generalmente importados y diseñadores europeos como León Dourge o el renombrado paisajista Carlos Thays. Esto impactó las actividades que se realizaban en la localidad durante la temporada de vacaciones: se hablaba inglés, el golf era el lugar predilecto para las reuniones sociales, la cacería del zorro agrupaba a la familia en largas cabalgatas sobre las sierras y por las noches las orquestas ambientaban la diversión de personas en esmoquin y vestidos de gala.
Este contexto generó un ciclo de trabajo para los pobladores de La Cumbre y para muchos inmigrantes entre ellos españoles, yugoslavos, alemanes, sirios e italianos. Para fines de los años 30 se había lanzado la primera industria de la localidad, de dulces y alfajores, y la población de calculaba en 2.600 habitantes estables, más 1000 visitantes en épocas vacacionales. Entre las convulsiones financieras y la inseguridad en Europa ante las inminentes guerras, La Cumbre era el lugar ideal para vivir, descansar y estar más cerca de los estilos extranjeros que muchos argentinos adoraban.   
Los años 40 se caracterizan por la construcción de importantes obras de infraestructura: el dique San Jerónimo (1942) y la pavimentación del casco céntrico (1943-44). El movimiento económico generado hizo que se instalara la primera sucursal bancaria (1945) y el aumento de la población requirió nuevas escuelas y a los medios de transporte terrestre se agregó el avión con vuelos de cabotaje desde y hacia la ciudad de Córdoba. 
En la década del 50 el automovilismo gana un espacio muy importante: un circuito semicéntrico de pavimento es el lugar elegido para emular las competencias europeas: los nombres de Marimón, Birger, Crespo, Caldara y aun del mismo Fangio forman parte de la mística cumbrense. En estos años inician además los servicios de Aerolíneas Argentinas que cubren Capital Federal y esta población, con un aeródromo equipado con personal y material de Fuerza Aérea Argentina. En esta década surgen instituciones de enseñanza secundaria y magisterio, una escuela rural y la escuela de artes y oficios en San Roque, pionera de la educación técnica en la zona. La fe y el turismo, son atraídas por el vía crucis y la gigantesca imagen del cristo enclavado en la mitad de la sierra de La Viarapa. 
Los 60 fueron una década donde se mezcló el crecimiento turístico acompañado del retorno del automovilismo a un circuito que los entendidos calificaron como el Nürburgring Argentino, denominado Alturas de Punilla. Las obras de pavimentación dieron otra estética a la zona urbana y la creación de entidades de bien público como la Sociedad de Bomberos Voluntarios (1963) y la Cooperativa de Crédito Ltda. fueron el cabal reflejo de las inquietudes comunitarias de la sociedad.
En la década del 70 La Cumbre vive el ocaso de una época de esplendor, marcado por claras señales, como la venta de los mayores hoteles a sindicatos y gremios y que las residencias de aquellos apellidos ilustres permanecían cerradas en tiempos de vacaciones, pues las nuevas generaciones habían descubierto otros destinos turísticos. La cultura se enriqueció con la radicación del escritor Manuel Mujica Lainez, que a su vez fue el convocante de un grupo de artistas plásticos que luego se afianzaron en la región. Acontecimientos como la Feria Argentina de Artesanías y el Encuentro Nacional Infantil de Folclore fueron los máximos exponentes de las reuniones populares. En el comienzo de la década se corre la última competencia automovilística en el Alturas de Punilla y a mediados de los años setenta Cuchi Corral asiste al nacimiento de un nuevo deporte: el Aladeltismo.  
Con el retorno de la democracia en la década del 80, comenzaron a manifestarse los medios locales de comunicación, la primera emisora radial, y la televisión por cable. El aladeltismo se transformó en un acontecimiento turístico en el Mirador de Cuchi Corral y las nuevas generaciones se interesaron por el automovilismo: los autos de colección y sus anuales paseos fueron un clásico para la nostalgia y al recuerdo. Hacia fines de los 80 el sector turístico comenzó un lento avance, aunque sin alcanzar los niveles que le dieron preponderancia en anteriores décadas. 
En la década del noventa se busca reactivar el turismo con acciones que lograron la radicación de capitales dirigidos fundamentalmente a la ampliación de la hotelería local, que ensayó con éxito las propuestas en el rubro Posadas y Cabañas. En deportes, el golf y los parapentes tuvieron sus realizaciones internacionales, y el turismo de aventura es moda que se afianza día a día.

## Geografía

### Clima

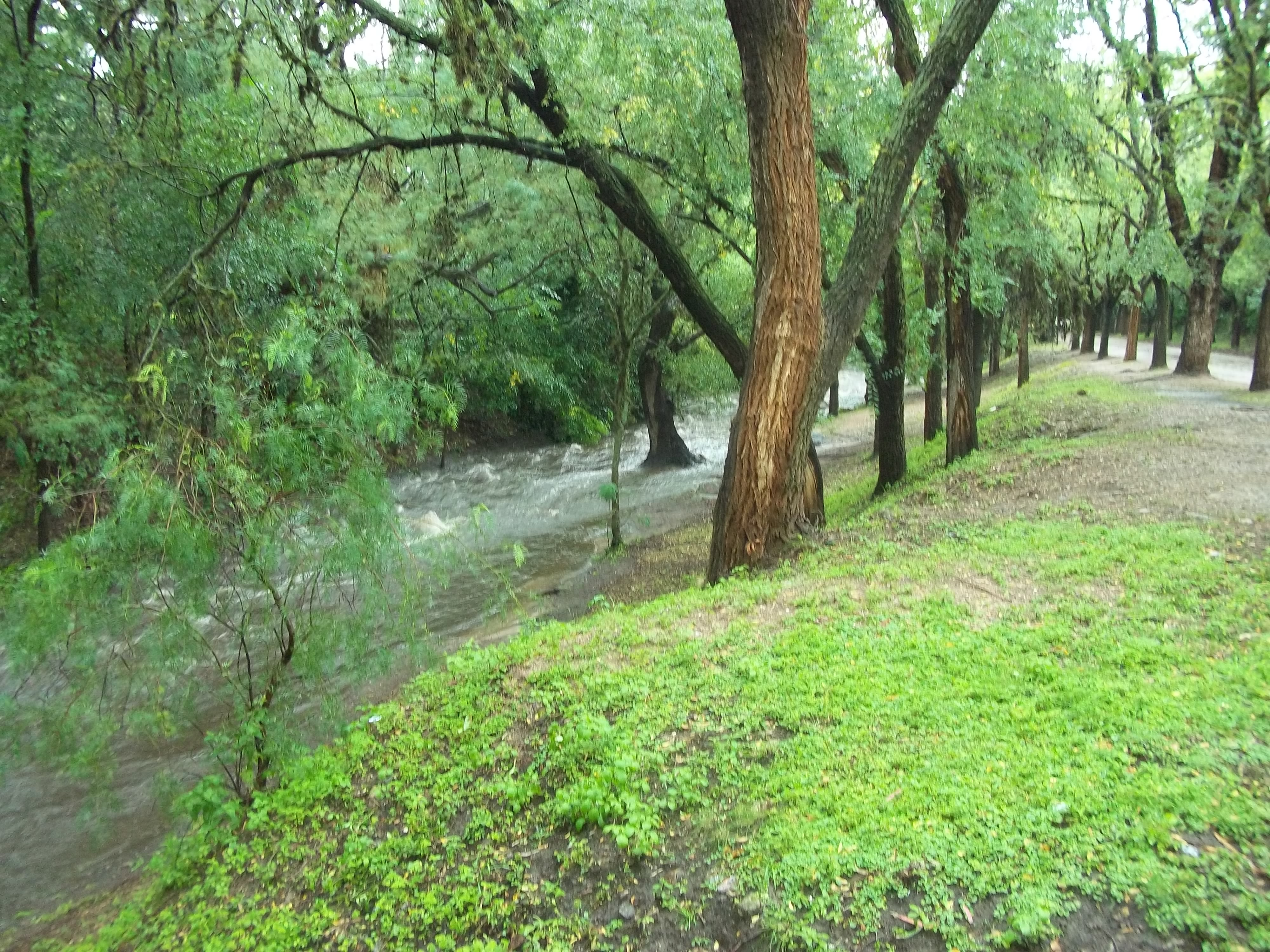
Creciente de febrero.

Es un clima eminentemente continental que tiene variaciones locales producidas por la intervención del cordón serrano central. En cuanto a la temperatura media anual, se promedia la máxima en 23 °C y la mínima en 9. En general, los días son claros en la mayor parte del año aunque, en invierno, es algo mayor la nubosidad a causa de la formación de niebla a la mañana y la poca agitación del aire. Con respecto a las lluvias, se desprenden dos etapas muy claras, la lluviosa entre octubre y abril y la seca entre mayo y septiembre. El rocío y las lloviznas, reemplazan en parte a las lluvias y permiten conservar la vegetación durante la estación fría y seca y disminuir los efectos de la sequía. El régimen de lluvias en la zona se puede promediar entre 500 y 600 mm anuales. El otoño, se caracteriza por los tonos de la vegetación y es uno de los momentos más hermosos de las sierras. A medida que se anticipa el invierno, se acentúan las bajas temperaturas y son frecuentes las heladas matutinas. En los meses invernales se suelen descargar nevadas en las zonas más altas. Agosto trae los vientos del norte y la ausencia de lluvias, lo que hace muy peligroso cualquier principio de incendio. En el tiempo estival hay mucha agua, hermosas tormentas nocturnas, generoso sol y noches frescas para el descanso. Por su altura superior a los 1000 metros, la radiación solar y otros factores climáticos, la región posee notables propiedades para la curación de diversas enfermedades de la vista, habiéndose radicado  por este motivo en la localidad numerosas personas.

#### Estadísticas
Por su clima de media montaña seco, es ideal en verano por su moderada temperatura y sus noches frescas.
La temperatura media anual es de 16,4 °C, en cuanto al promedio de lluvias en el período 1941 - 2005 es de 749 mm anuales.
Detalle promedio período 1995 - 1999
| Mes            | Temperatura media | Promedio precipitación, mm |
| -------------- | ----------------- | -------------------------- |
| Enero          | 22.4º             | 180                        |
| Febrero        | 20.9º             | 112                        |
| Marzo          | 20.1º             | 124                        |
| Abril          | 15.9º             | 63                         |
| Mayo           | 13.3º             | 40                         |
| Junio          | 9.0º              | 6                          |
| Julio          | 9.2º              | 1                          |
| Agosto         | 11.8º             | 3                          |
| Septiembre     | 14.5º             | 28                         |
| Octubre        | 17.6º             | 66                         |
| Noviembre      | 20.0º             | 126                        |
| Diciembre      | 22.4º             | 211                        |
| Promedio anual | 16,4º             | 960                        |

Para el período 1993-1999 se registró un promedio de 1,86 nevadas por año, con posibilidad de ocurrir entre los meses de abril y octubre.

### Hidrografía
La Cumbre cuenta con dos importantes cauces de agua: el río San Jerónimo y el Cruz Grande, destacando que todos los cursos pertenecen a las cuencas de los diques El Cajón en Capilla del Monte y el de Cruz del Eje. Ambos nacen en la zona alta de las sierras chicas y corren de este a oeste, para desembocar en el río Dolores, tributario del embalse El Cajón en Capilla del Monte.

El río San Jerónimo tiene su origen a unos tres kilómetros al este de La Cumbre, en la confluencia de los arroyos El Peral y Los Berros, que son los tributarios de su curso superior, al igual que el arroyo de las Casas Viejas, siguiendo hacia el oeste atraviesa La Cumbre de naciente a poniente, desde el dique homónimo. Su agua, que corre por un lecho granítico, es de calidad excelente y de aspecto cristalino mientras su régimen sea normal, pues es proveniente de los manantiales que alimentan a los tributarios mencionados, los cuales tienen sus nacientes casi sobre la cumbre de la sierra, que separa la cuenca de este río de la del Tiu Mayú. El San Jerónimo desemboca en el arroyo La Aguadita.

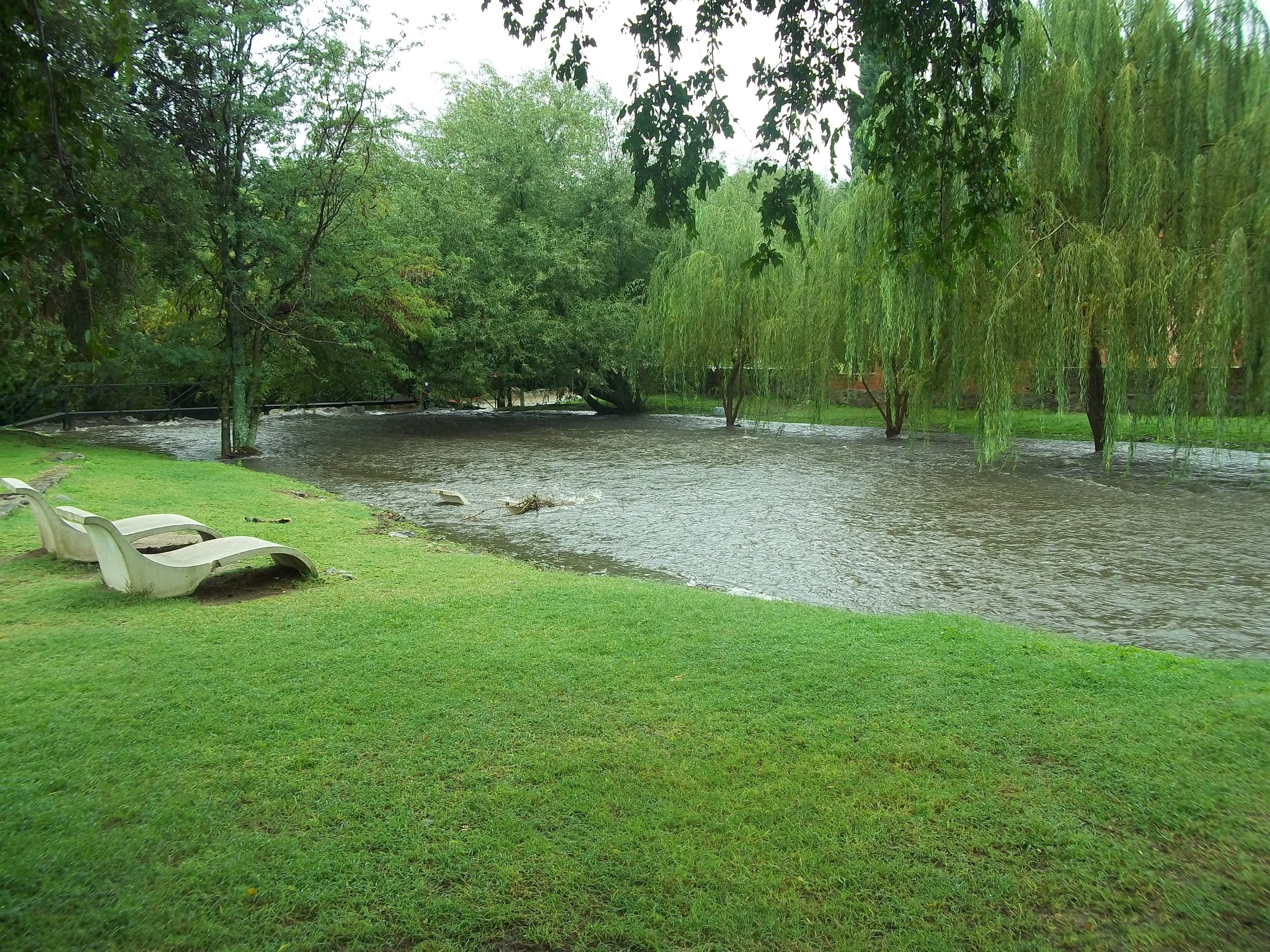
Río San Jerónimo en cercanías de El Chorrito.

El río Cruz Grande surge en la confluencia de los arroyos Los Laureles y Las Guachas y desemboca en el arroyo Cruz Chica. 
En tanto en jurisdicción de La Cumbre, en este caso hacia el oeste, en la Pampa de Cuchi Corral nace el arroyo Balata y Cañada de Los Novillos, que forman el río Dolores, cuyo caudal se desplaza de sur a norte, al igual que el río Pintos, límite en el poniente, para La Cumbre.
En el este en tanto el Tiu Mayú conforma el límite en algunos sectores, este río corre de norte a sudeste, desaguando en el departamento Colón.
Al sur del área céntrica de La Cumbre, corre la línea divisoria de aguas. Por lo que los pequeños cursos de agua situados al sur de esta, como el Arroyo El Pungo o los arroyos que nacen en cercanías del Aeródromo, circulan hacia el sur dándole vida al Arroyo Los Quimbaletes y al Río San Francisco, como parte de la cuenca del Lago San Roque y Río Suquía.

### Flora y fauna

#### Flora
En algunos faldeos montañosos y especialmente en la quebrada de Cuchi Corral es posible observar ejemplares de vegetación autóctona como el orco quebracho (Schinopsis marginata), bosquecillos que al final del invierno y principios de la primavera toman un color rojizo muy vistoso y llamativo; en la zona de Cruz Chica y Cruz Grande el molle (Schinus molle) con sus hojas perennes; y de manera aislada talas (Celtis spinosa), algarrobos blanco (Prosopis alba) y sauce criollo (Salix humboldtiana) entre otras especies.
La vegetación arbustiva está compuesta por chilca (Flourensia campestris), ejemplares numerosos en el paraje Las Mesillas, en las cercanías de Cruz Chica. El romerillo (Baccharis aliena) se encuentra todavía a pocas cuadras de zonas urbanizadas.
Entre las especies vegetales implantadas sobresalen las distintas variedades de coníferas, el roble (Quercus rubra), el olmo (Olmus minor) y el plátano (Platanus sp.).

#### Fauna
Entre la fauna autóctona pueden mencionarse:
- El Pecarí de collar (Tayassu taju) que puede encontrarse en pequeñas piaras en la zona de las Sierras del Perchel y la quebrada de Cuchi Corral en los faldeos correspondientes a Pintos.
- El puma o león americano, que aún habita en las quebradas de El Pungo, Tiu Mayú y la parte este de El Rosario, aunque con una población disminuida debido al avance de los asentamientos humanos.
- El zorro colorado (Dusicyon culpaeus – griseus), una especie que sobrevivió a la caza indiscriminada realizada por el valor de su piel y hoy es protegido por los conservacionistas, siendo una mascota más en muchas residencias.
- Las Liebres (Lepus) y vizcachas, que ocupan la zona oeste de La Cumbre, especialmente la parte llana al igual que los zorrinos (Conepatus suffocans) y comadrejas (Didelphys azarae) y algunas corzuelas (Mazama guazoubira), presentes también en el bosqueserrano de Cruz Chica y Cruz Grande. Recientemente se han detectado colonias de nutrias en cursos de agua del arroyo Balatay el río Dolores.
- Entre los reptiles destacan la Falsa Yarará Ñata (Lystrophis dorbigny), la Coral (Micrurus pyrrhocryptus) y la falsa Coral (Lystrophis semicinctus).
- En cursos de agua del arroyo Balatay el río Dolores se desarrollan peces como mojarritas y viejas del agua. En cursos de agua fría sobre el límite este de La Cumbre, como el Tiu Mayú, es posible encontrar trucha arco iris y en el dique San Jerónimo trucha marrón y pejerrey.
- Entre las aves destacan el zorzal (TurdusTurdus) y el Carpintero negro (Dryocopus schulzi).

### Sismicidad
La región posee sismicidad media y sus últimas expresiones se produjeron en las siguientes fechas:
- 16 de enero de 1947 (78 años), a las 2.37 UTC-3, con una magnitud aproximadamente de 5,5 en la escala de Richter (terremoto de Córdoba de 1947)[2]
- 28 de marzo de 1955 (70 años), a las 6.20 UTC-3 con 6,9 Richter: además de la gravedad física del fenómeno se unió el desconocimiento absoluto de la población a estos eventos recurrentes (terremoto de Villa Giardino de 1955)
- 7 de septiembre de 2004 (20 años), a las 8.53 UTC-3 con 4,1 Richter
- 25 de diciembre de 2009 (15 años), a las 21.42 UTC-3 con 4,0 Richter

- Media sismicidad con 5,5 Richter, hace 78 años, otro de mayor cimbronazo hace 70 años por el terremoto de Villa Giardino de 1955 con 6,9 Richter

### Población
La Cumbre cuenta con 7.200 habitantes (INDEC, 2022), lo que representa un descenso del 4,6% frente a los 7.545 habitantes (INDEC, 2010) del censo anterior. Forma parte del aglomerado urbano denominado por el Indec La Cumbre - Los Cocos - San Esteban que cuenta con una población total de 9.638 habitantes (INDEC, 2010). Actualmente la ciudad de La Cumbre se encuentra incluida en el Gran Córdoba y se halla fusionada a sus vecinas Villa Giardino y Los Cocos. Los barrios de mayor crecimiento son San Jerónimo, Argentino, Lomita de San Luis, Cruz Grande y Cruz Chica.

La densidad poblacional de La Cumbre es de 20,7 hab./km². Además del área céntrica, La Cumbre también incluye los parajes de Cuchi Corral, Río Pintos, El Rosario Tiu Mayú y los suburbios de Cruz Chica y Cruz Grande, ubicados sobre la ruta provincial E-76, y que forman un conurbano con la vecina localidad de Los Cocos.

| Gráfica de evolución demográfica de La Cumbre entre 1914 y 2022 |
|                                                                 |
| Fuente: Censos nacionales del INDEC                             |

#### Inmigración
La localidad de La Cumbre se destaca por la enorme cantidad de inmigrantes que recibió a lo largo del tiempo, especialmente durante el siglo XX, cuya presencia se refleja en su maravillosa infraestructura y su cultura europea, que cumplieron un rol importante en la transformación económica, social y cultural de la zona, posicionando a la localidad como una de las más sobresalientes de la región de Punilla.
El Registro Electoral de Extranjeros en la Municipalidad de La Cumbre para comienzos del siglo XX, arroja un total de 99 personas extranjeras. El padrón menciona únicamente a los cabeza de familia, los cuales eran 43 italianos, 19 españoles, 7 alemanes, 6 yugoslavos, 5 ingleses y 5 sirios y libaneses. El resto (15 personas), eran provenientes de otras nacionalidades. Al ser la comunidad italiana la más numerosa se promovió la fundación de una asociación local llamada la “Societa Italiana e Progenie” presente hoy en día en la localidad.
Es de destacar promediando mediados de siglo la presencia de una nutrida comunidad británica en la localidad de La Cumbre, que permanece hasta nuestros días, especialmente en el suburbio conurbado de La Cumbre llamado Cruz Chica.
El momento álgido de su crecimiento se sitúa entre 1900 y 1940. Esta presencia sajona en las Sierras de Córdoba se debe principalmente a la construcción del ferrocarril de Córdoba a Cruz del Eje, cuya terminación es del año 1892. Británicos fueron los ingenieros, la empresa constructora, la maquinaria, muchos técnicos e incluso el capital involucrado en este proyecto. Era un tren de trocha angosta con un recorrido de 153 km a lo largo de un paisaje pintoresco de estrechos desfiladeros, montañas abruptas y puentes de hierro cabalgando sobre ríos. El 20 de julio de 1909 se transfirió -antes de lo previsto- la propiedad de este ferrocarril a la Nación Argentina. Muchos de los británicos que trabajaban en el mismo, como técnicos o simples ferroviarios, debieron optar por marchar a su país de origen o quedarse en Argentina. Atraídos por la belleza y el sosiego del lugar muchos permanecieron en La Cumbre y alrededores, algunos ayudados por subsidios y pensiones del gobierno británico. La mayoría continuaron con sus costumbres e idioma, conservando su identidad original y manteniéndose al margen de la vida política local y nacional. 
Tanto en La Cumbre como en localidades aledañas hubo ingleses que se dedicaron a la hotelería, compraron propiedades que estaban en manos de criollos y algunos pocos comerciantes italianos y españoles de reciente migración. Geo England, fue uno de los precursores del turismo en la zona de La Cumbre, pues en 1887, compra una fracción de tierras que incluía el casco de la estancia Cruz Chica y efectuadas las reformas a la antigua casona, en 1891 esta comienza a funcionar como hotel, siendo el primero de la región. Para 1912, este hotel, donde los británicos desarrollaban gran parte de sus actividades, comprendía seis edificios diferenciados, rodeados por una propiedad de 190 hectáreas. Una característica única estaba dada por la piscina abierta contorneada por tierras arboladas y jardines, y entre las actividades se podían realizar cabalgatas, pesca, golf y otros ejercicios saludables. 40 dormitorios, con instalaciones de comedor para 50 huéspedes, y otros confortables salones, componían parte de su infraestructura. Además, England administraba la estancia San Jerónimo (hoy La Cumbre) desde los últimos años del siglo XIX, ofreciéndola para su alquiler en épocas de verano, siendo este el primer antecedente de turismo rural en la provincia de Córdoba.
Por otra parte, cabe destacar que el mismo nombre de La Cumbre hace referencia a los británicos, pues se trata de un dato topográfico en un plano ferroviario señalándola como la localidad más elevada en todo el Valle de Punilla. Así, de su anterior denominación "San Gerónimo", la localidad fue rebautizada La Cumbre  mediante un decreto del Ministerio de Gobierno poco después de la inauguración del tren a inicios del siglo XX.

## Economía
Además del turismo, la ciudad de La Cumbre se caracteriza por su floricultura (lavanda, jazmín, rosas etc) y derivada de tal floricultura una importante industria de perfumes.

### Turismo
La Cumbre es una localidad que tiene un gran afluente de turistas durante todas las épocas del año y más aún en fechas puntuales como el evento del Desafío a Río Pinto, Semana Santa, Vacaciones de invierno y verano. Gracias a esto es que muchas familias de la localidad tienen como fuente de ingresos económicos al turismo, ya sea con comercios gastronómicos, con hospedajes y demás negocios. Estaría bien decir que una de las fuentes, si no es la mayor, de ingresos económicos del pueblo es el turismo. 

#### Atractivos turísticos

##### Patrimonio arquitectónico

###### Castillo de Mandl: Un Castillo, una leyenda, un hotel.
Entre las imponentes casa de otro tiempo, sobresale en la localidad de La Cumbre el majestuoso “Castillo de Mandl”. Esta es una vieja construcción –años más tarde remodelada-, que adherida a la pared rocosa de un cerro, deja al descubierto su pronunciada pendiente. 
La obra es llevada a cabo a comienzos del siglo XX por el arquitecto Emilio Maisonavve. El delegante fue Bartolomé Vasallo, un prestigioso cirujano de Rosario, que satisfizo sus fantasías medievales con el levantamiento de esta atrayente edificación, que semejaba un castillo fortificado con torres amuralladas. Estas características y el replique de las almenas  en el muro de contención del camino que debió abrirse en el faldón serrano para permitir acceso a la prominente casona dieron lugar a su nombre del momento: “El Fuerte”. 
Con el pasar de los años, “El Castillo”, que Vasallo había equipado con armaduras, panoplias cargadas de armas blancas, pistolones y bombardas, llegó a manos de la Municipalidad de La Cumbre. Debido a los acotados ingresos de la administración local y a la inmensidad de semejante edificio, enclavado en un lugar complicado y expuesto a riesgos y deterioros ambientales, no les fue posible afrontar los altos costos de mantenimiento. Por eso, a principios de la década del 40 la propiedad fue vendida en un remate y adquirida por un aristócrata austríaco, Fritz Mandl, quien había desembarcado en la Argentina refugiándose de la peligrosa Europa, y quien, conocido por su gran espíritu vanguardista, comenzó a ordenar grandes reformas e impregnar “El Fuerte” con su leyenda.
El nuevo propietario, se encargó que entre las reformas realizadas, a cargo del arquitecto  húngaro Jorge Kalnay,  con la colaboración del arquitecto cordobés Gustavo Gómez Molina y el ingeniero Alfredo Loncharich Franich, las torres, almenas y la imagen fortificada del edificio fueran eliminadas, provocando que a partir de 1944 la construcción mutara en un grandioso chalet serrano con un estilo muy particular y avanzado para los años ´40, con techos de tejas a varias aguas cuyas caídas hacia el valle urbanizado parecen imitar la inclinación a los cerros aledaños. Sus interiores tienen el inconfundible sello del diseñador francés Jean Michel Frank, cultor del minimalismo en el siglo XX, y de Diego Giacometti, escultor y diseñador suizo.
A partir de entonces el edificio fue visitado por numerosas personalidades europeas: nobles, políticos y militares pasaron temporadas allí mientras su dueño permanecía en el país. Luego de su muerte en Viena en el año 1977 “El Fuerte” permaneció cerrado durante largos períodos, hasta que comenzó su restauración. Esta labor tuvo como objetivo devolverle a cada uno de sus ambientes el esplendor de aquellos años cuidando todos los detalles. Desde diciembre de 2006 se ha transformado en una residencia que ofrece a sus huéspedes participar del encanto del lugar a través de su inigualable arquitectura y de la calidez de sus ambientes. 

###### El Hotel Cruz Chica
El Hotel Cruz Chica fue fundado en el año 1886 por miembros de la colectividad británica, constituyendo el hotel más antiguo de la localidad. En 1905 fue adquirido por GGS Lumsdaine, quien lo reconstruyó y equipó acorde a las ideas y requerimientos de la época. Años más tarde, el establecimiento fue vendido al matrimonio Lodi, quien le dio una nueva utilidad, convirtiéndolo en un lugar encuentro social, vendiéndolo a los pocos años al S.U.P.E, que lo mantuvo en funcionamiento hasta su cierre en 1989. En 1998, el hotel fue adquirido por un emprendimiento privado, que se encargó de devolverle su estilo inglés original, permitiéndole volver a funcionar como hospedaje.

###### Hotel San Jerónimo
Su nombre hace  alusión a su dueño original, Gerónimo de Quevedo, quien dio también su nombre en 1921 al río que cruzaba sus estancias, las cuales abarcaban 179 hectáreas. El Hotel, ubicado dentro de la Estancia San Gerónimo a 1200 m s. n. m., funcionó entre los años 1890 y 1900 en la casa principal, con cuatro piezas amuebladas, cocina, cuarto de baño y sótano, ofreciendo alquiler por la temporada de verano. Se ubicó al pie de la sierra, con quintas de recreo, verduras y frutas, vacas lecheras y caballos.  Actualmente, queda parte de un pequeño pabellón con ciertas almenas, último rastro de las viejas edificaciones. 

###### Hotel Palace
En 1909 se inauguró con el nombre de El Alto, situado en las cercanías de la estación del Ferrocarril Central del Norte. En aquel entonces, el establecimiento estaba administrado por Ismael Centeno y se destacaba por su escenario montañoso, el cual permitía llevar a cabo una extensa lista de actividades recreativas. 
Años más tarde, en 1928, el hotel se vendió a la firma Rusca y Gallo, propietarios del Palace Hotel de Rosario, quienes se encargaron de remodelarlo y rebautizarlo Hotel Palace. En la actualidad sigue funcionando como hospedaje y recibiendo visitantes.

###### Hotel Reydon
Uno de los hoteles históricos de la localidad, fue construido en Cruz Chica en el año 1922 por Reynor John Runnacles y su esposa Jane Walford, con estructuras originales de 1890. Fue bautizado en honor a su pueblo al este de Inglaterra y se constituyó como una propiedad confortable de estilo cottage inglés, amplio, con un hermoso jardín, cancha de tenis y pileta de natación. Este establecimiento sigue en actividad al día de hoy.
En sus terrenos se desenvolvió además el proyecto del colegio Reydon para señoritas, por ser un lugar ideal para el desarrollo integral de las niñas.

###### Gran Hotel La Cumbre
La construcción del gran hotel comenzó en 1948 paralizándose en 1956, cuando Aldo Mozzeti, creador de los planos del edificio no pudo seguir con la obra al deber volver a Europa por su familia. La construcción se pospuso hasta 1960, año en que se retoma. Las paredes y techo fueron pintadas por artistas europeos, y tienen varios detalles interesantes, aunque su identidad es un misterio, ya que ha desaparecido toda la documentación referida a estos. La ambientación del Hotel está basada en cines, teatros y casinos antiguos, con los pisos superiores  destinados a ser sala de juegos y ubicándose las habitaciones en los pisos más altos. Una leyenda urbana cuenta que detrás de las paredes están sepultados los sueños de los jugadores y apostadores. 

###### Cuchi Corral - Río Pintos

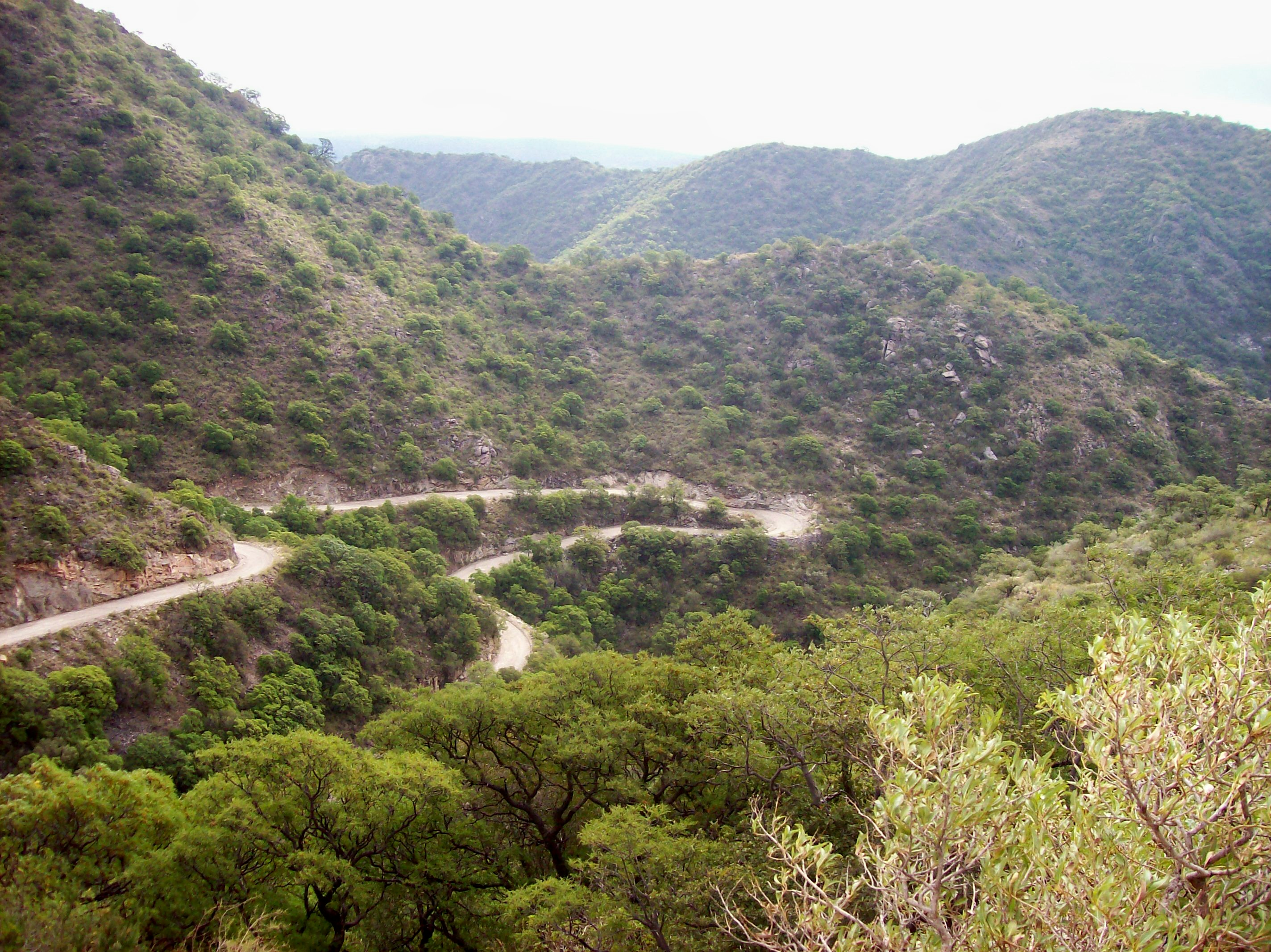
Camino a Cuchi Corral, con bosques de quebracho colorado

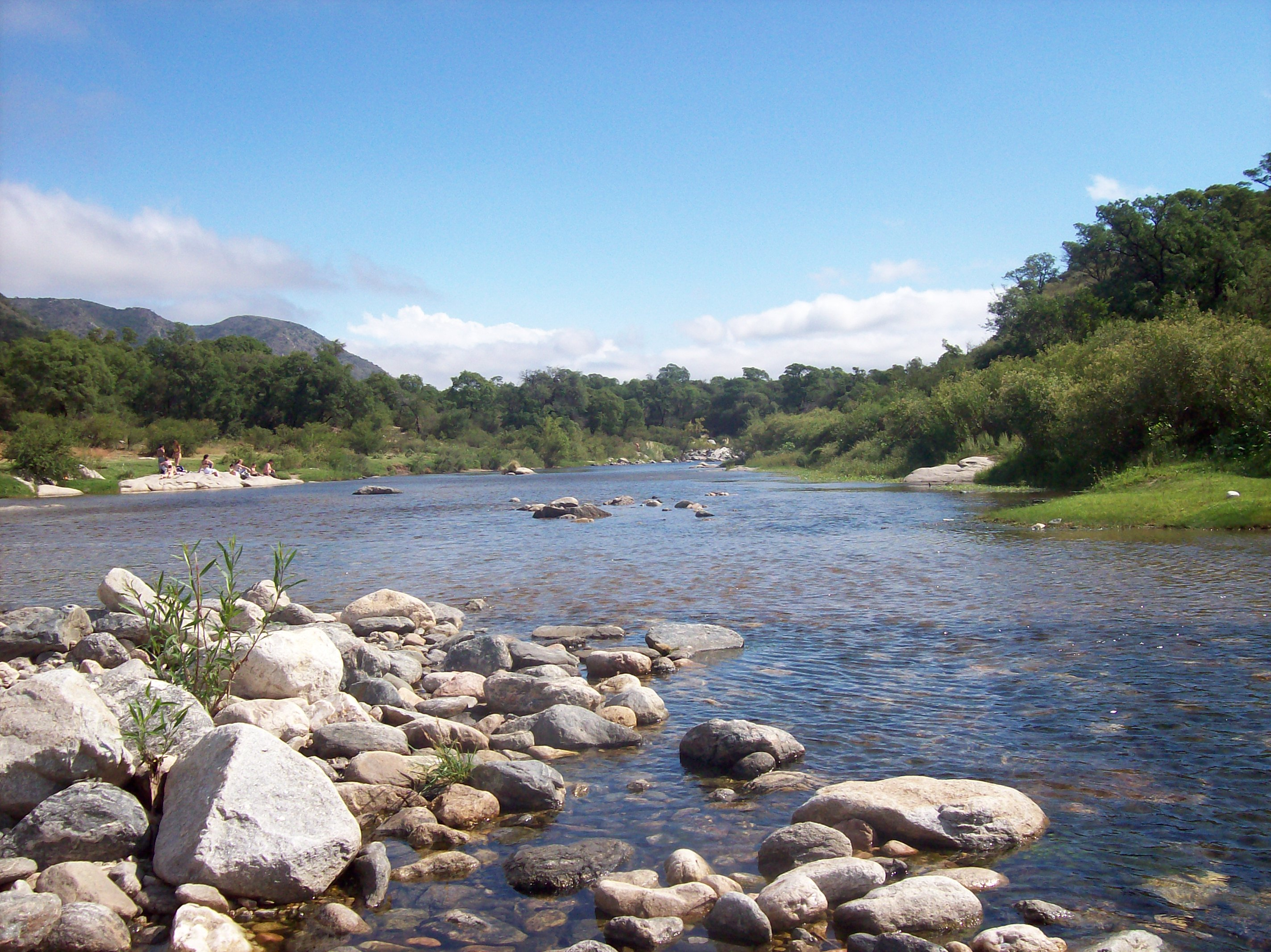
Río Pintos

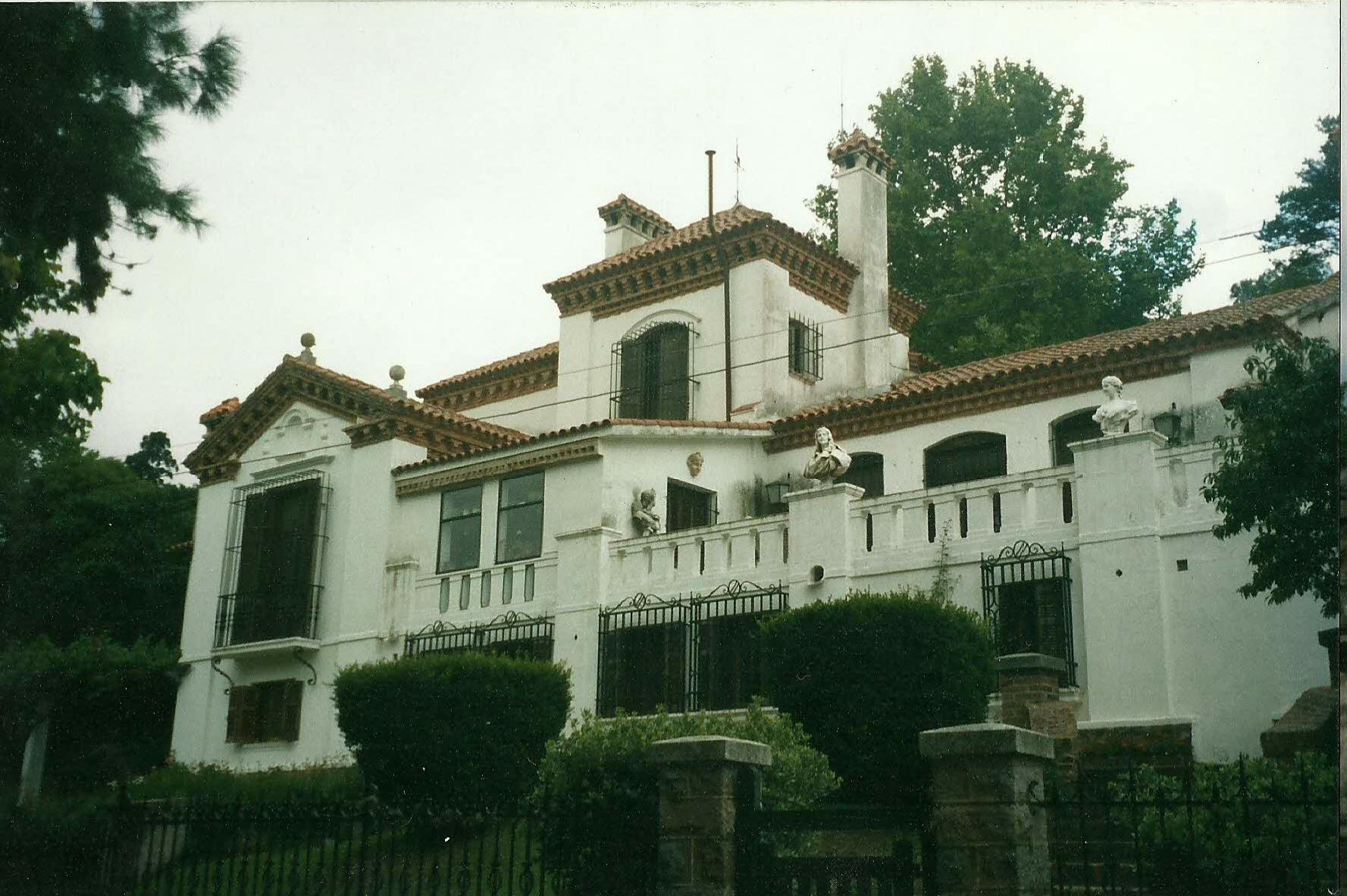
Mansión El Paraiso, de Manuel Mujica Lainez, en Cruz Chica.

Un camino de ripio al oeste de la ruta 38 conduce a Cuchi Corral. Se trata de un paraje a 10 km de La Cumbre que cuenta con un bello paisaje, donde son comunes los vuelos en Ala delta y parapente y hasta 2015 los tramos de Rally Internacional.
Fue una estancia del tiempo colonial. Es un lugar que se entre mezclan la historia y las leyendas, desde caravanas indígenas, hasta tesoros enterrados de los jesuíticos. Se pueden observar corrales de piedras que testimonian la pasada de los arreos de mulas rumbo al Alto Perú. 
El camino se bifurca: si se toma hacia la derecha se llega a la plataforma de lanzamiento de aladeltas y de parapentes, durante la Semana Santa se realiza un campeonato de nivel internacional; si se toma el camino de la izquierda se accede al Río Pintos donde se puede en la inmensidad del valle, si sé continua el camino se arriba a la localidad de San Marcos Sierra (45 km).
En la márgenes del camino se levanta la Capilla de Río Pinto construida por el pastor Olmos, inaugurada el 4 de enero de 1928. En su interior luce, un Cristo Crucificado, obra pictórica de gran valor del artista Emilio Caraffa.

###### Cruz Chica
En el camino serrano que conduce a Los Cocos, en la zona denominada Cruz Chica, se ubican propiedades de estilo arquitectónico inglés. Entre ellas los chalets Toledo (construido por el arquitecto francés León Dourgé por encargo de María Unzué de Alvear), Sevilla, Granada y El Paraíso, levantada en 1920 por el arquitecto León Dourge del ya fallecido escritor Manuel Mujica Lainez, convertida en casa museo, abierta al público con visitas guiadas. Estos cuatro forman un conjunto arquitectónico ya que fueron construidos en la misma época (entre los años 1920 y 1930) y se han utilizado los mismos materiales y estilos.

Otro de los paseos a destacar es el Dique San Jerónimo. Por un arbolado y estrecho camino se llega hasta este primer dique de arco construido en Sud América, que se inauguró en 1942 y está situado a 1400 m s. n. m. El pequeño y pintoresco embalse que provee de agua a la ciudad de La Cumbre, por ello no está permitido bañarse en sus aguas, pero es un encantador lugar para disfrutar del entorno natural. Hay pasarelas y descansos con sombras. 

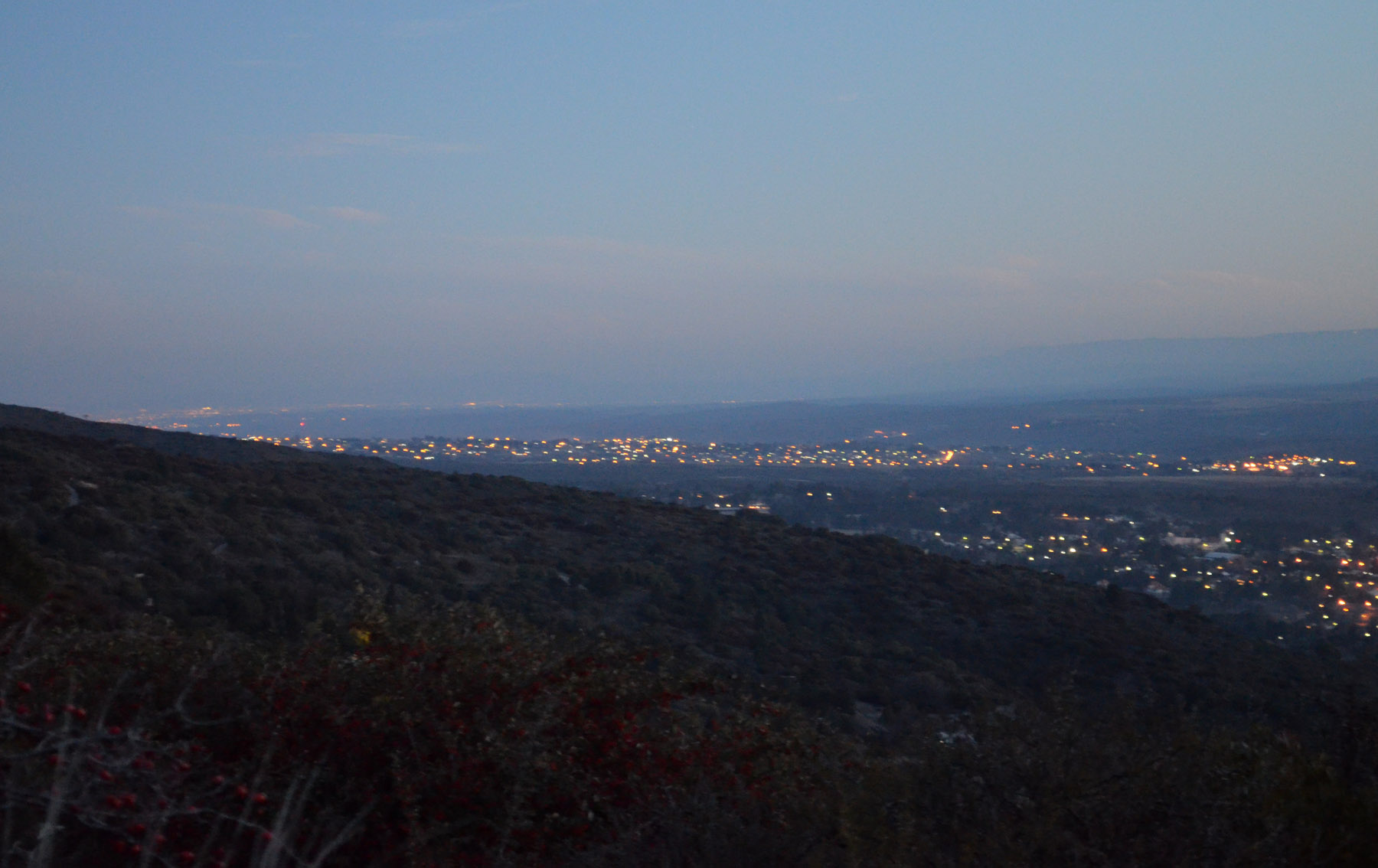
Punilla visto desde Cruz Chica, parte de La Cumbre se aprecia en primer término, La Falda en el medio y Carlos Paz detrás.

Cerca del Dique, se encuentra la tradicional y famosa fábrica de alfajores y dulces Nueva "Estancia El Rosario".

##### Patrimonio Natural

###### Centro de Reeducación del Mono Carayá
También conocido como Reserva de Monos Aulladores, es un importante centro de acogida y cuidado de monos primates, aves e incluso tigres. El mismo se encuentra sobre la ruta provincial E-66 en el paraje Tiú Mayu, ocupando un amplio predio natural sobre las Sierras Chicas a las márgenes del arroyo Tiú Mayu.
Entre otros atractivos el lugar cuenta con un gran bosque de pinos llamado Bosque del Silencio. El sitio fue visitado en el 2009 por la famosa especialista en primates Jane Goodall.

###### Sierras Chicas
Numerosos senderos para realizar caminatas y senderismo de diversa intensidad se adentran en las laderas y valles de las Sierras Chicas. Entre ellos se destacan los siguientes:
- El Chorrito-Dique San Jerónimo: circula por el valle que forma el Río San Jerónimo, donde se pueden encontrar pequeñas cascadas.
- El Cristo-Dique San Jerónimo: ofrece amplias vistas de La Cumbre y el resto del Valle.
- Cascada de los Curas: pequeño y corto sendero ubicado a pocos metros de la Capilla San Roque, que se interna unos metros en la montaña hasta encontrar una gruta, y una pequeña cascada sobre el arroyo La Aguadita llamada Cascada de Los Curas o Huerto de los Curas.
- Camino a las Antenas: pequeño camino apto para vehículos 4x4 que asciende las sierras desde el barrio Cruz Chica. Frecuentado por vehículos de excursión todo terreno que circulan por la montaña hacia el cerro Uritorco. Ofrece amplias vistas panorámicas.
- Cascada de los 70 Pies: sendero que circula por el cauce del Arroyo Cruz Grande hasta internarse en la montaña donde se halla una cascada de aproximadamente 25 metros de altura. Muy cerca de ella se encuentran el Dique Los Laureles y las ruinas del pequeño obrador utilizado en la construcción del mismo.
- Quebrada De Chuschica: sendero pequeño sobre la sierra de Cuniputo al oeste de la localidad. El mismo conecta el Valle del Río Pintos con la localidad de San Esteban.

##### Otros lugares de interés

###### La Cumbre Golf Club
Ubicado en la zona sur de La Cumbre, su altitud promedio es de 1200 metros y tiene una extensión de 6001 yardas, con 18 hoyos divididos en cuatro de par 5, ocho de par 4 y seis de par 3, lo que hace que el total de la cancha sea de par 70.
Su historia empieza el 26 de abril de 1924, cuando en el hotel Cruz Chica se decide la formación de un club social y de deportes, especialmente golf, denominado La Cumbre Golf Club. En septiembre de aquel año los socios fundadores compraron fracciones de la estancia de San Jerónimo y posteriormente terrenos linderos para un proyecto que contemplaba al principio un recorrido de 9 hoyos. En la semana de carnaval del año 25, se disputó el primer torneo en esta cancha y un año después, el 23 de enero de 1926 se inauguró la sede social, con la presencia del gobernador de la provincia de Córdoba, Dr. Ramón J. Cárcano, quien retornó un año después, cuando se conformó la cancha profesional con 18 hoyos, el 23 de enero de 1927. El primer socio honorario de la entidad fue el Dr. Julio Argentino Roca, gobernador de la provincia de Córdoba.
En las décadas siguientes se le introducen muchas modificaciones hasta llegar al trazado actual. Su uso exclusivo en época de vacaciones por ser la mayoría de sus asociados provenientes de Capital Federal cambio notablemente y desde 1959 comienza a crecer en lo deportivo, con la disputa de los campeonatos del club.

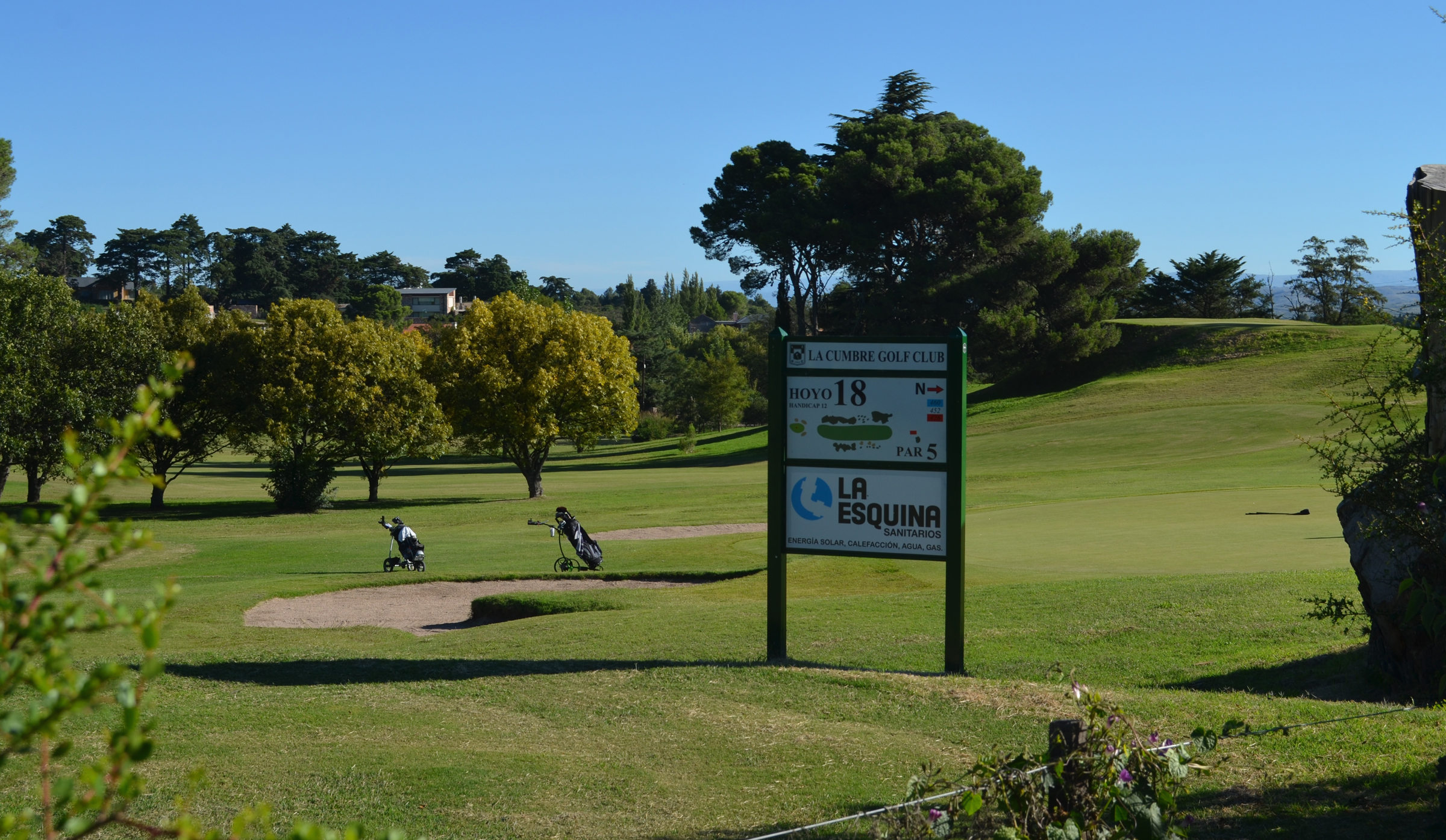
La Cumbre golf club.

Por su cancha han desfilado figuras de la talla de Fidel De Luca, el “gato” Romero, Roberto De Vicenzo, Ángel Monguzzi, entre otros renombrados golfistas.
A partir de 1985 se instala un moderno sistema de riego en los fairways lo que hace que la cancha adquiera la calificación de competitiva y es entonces cuando la Asociación Argentina de Golf designa al club como sede del Campeonato Sudamericano Juvenil en 1987 y la P.G.A. realiza, en abril de 1999, su primer torneo de la Gira de Profesionales.
Actualmente el permanente trabajo de mejora le ha permitido ser elegida como uno de los lugares para desarrollar el Tour Argentino de Profesionales y se encuentra entre las 29 mejores del país.

###### Aeroclub La Cumbre
El Aeroatelier es un centro aerodeportivo con la infraestructura para la práctica de toda clase de “deportes del aire”, de alta profesionalidad y seguridad, destinado a todos aquellos que quieran ampliar sus horizontes deportivos.
Nació de una visión de Andy Hediger, ex campeón mundial de parapente, quien llegó a la Argentina en 1995 con el deseo de compartir su pasión por el vuelo. 
Se accede por un camino pavimentado indicado sobre la Ruta Nacional 38.

###### Estancia El Rosario
Famosa fábrica de alfajores, dulces, galletitas de la provincia de Córdoba,  fundada en el año 1924 por inmigrantes escoceses y suizos. No solo se pueden degustar los productos sino que también en el predio se encuentra un parque temático con arbolismo, tirolesa, arco y flecha y una palestra. Está ubicada en las sierras chicas, a 4 kilómetros de La Cumbre. 

###### Balneario Municipal el Chorrito
A pocas cuadras del centro se encuentra sobre una caída de agua del Río San Jerónimo, se encuentran construidas dos piletas sobre el cauce y se encuentra una vertiente de agua mineral la cual le dio el nombre al lugar.

###### Museo de Motos y Bicicletas Antiguas
En el museo se exponen motos antiguas de diferentes épocas, desde el año 1903 al año 1981. Estas piezas de colección son acompañadas por una cantidad importante de chapas esmaltadas de la época y expendedores de combustible de diversas compañías. 

###### Plantación de Lavanda - Domaine de Puberclair
Domaine de Puberclair es un complejo agro- industrial y perfumista ubicado en la localidad de La Cumbre desde 1979. Se dedica a los cultivos de las plantas florales aromáticas y a la extracción de sus esencias para su la producción de perfumes y popurrís entre otros productos.

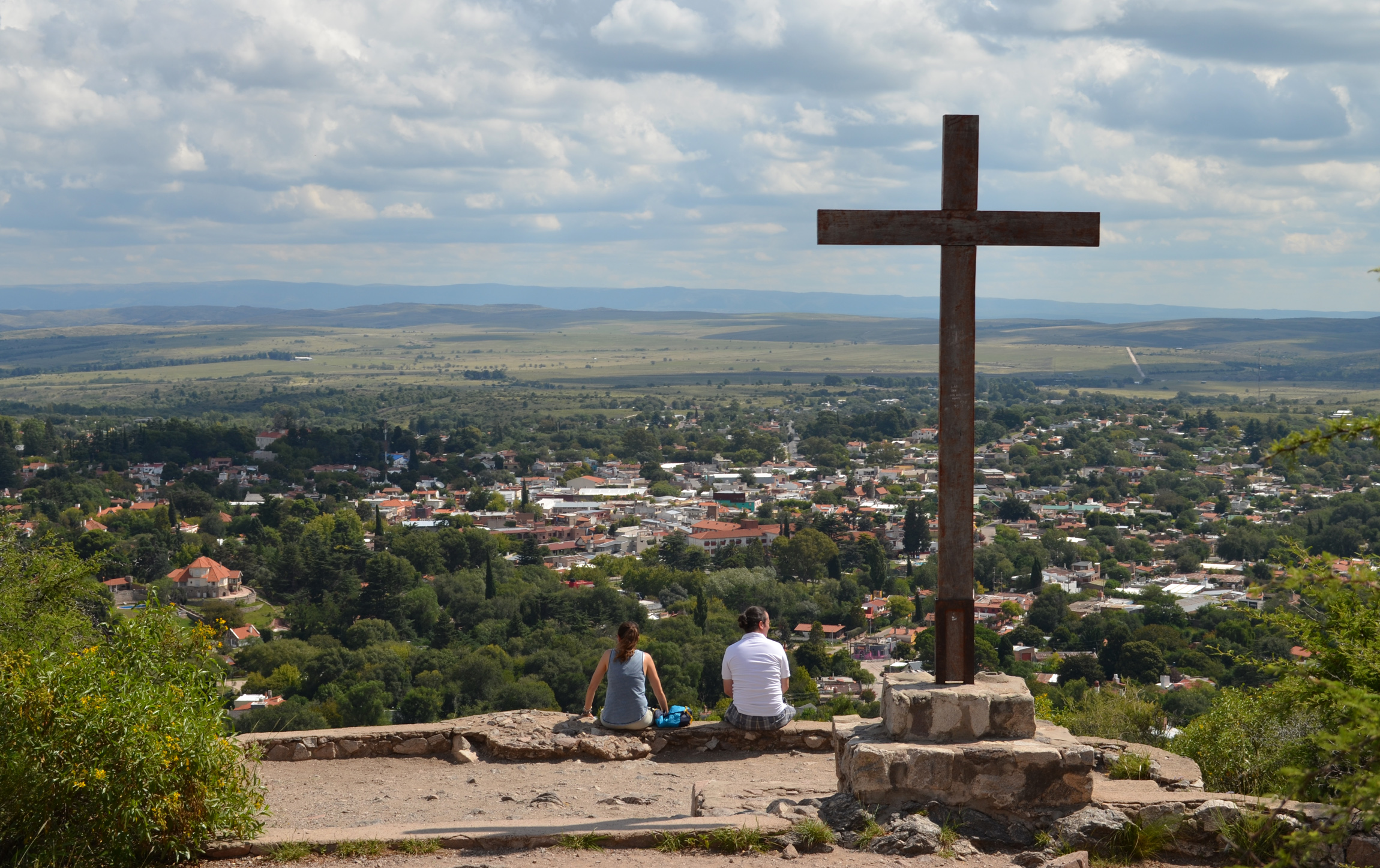
Vista panorámica de la ciudad desde El Cristo.

###### El Cristo Redentor
Erigido sobre el cerro La Viarapa esta obra escultórica de ocho metros de altura emplazada en el año 1954 es el punto final de un vía crucis serrano en cuyo recorrido se descubren paisajes y sensaciones. Desde lo alto, subiendo por un sendero de fácil acceso y poca pendiente, se aprecia un bello panorama de La Cumbre y la zona oeste de las Sierras Chicas.

## Personalidades destacadas

### Emilio Caraffa(1839-1936)
El importante pintor argentino Emilio Caraffa nacido en Catamarca y con trayectoria en la provincia de Córdoba, pasó los últimos años de su vida en la localidad de La Cumbre ocupado en las obras de su oficio, que en su mayoría hacen referencia y están inspiradas en la localidad. Entre estas se destacan: "Autorretrato", "Retrato de su padre", " Procesión de La Cumbre", "Paisaje de la Cumbre", y "El Cristo", que es una pintura que fue realizada para la Capilla Río Pintos ubicada en las cercanías del pueblo.  Actualmente diversos lugares de la  localidad como el “La casa Caraffa” y el “Salón Caraffa”  llevan su nombre, en honor a su incidencia en el pueblo.

### José Bartolomé Sanguinetti  (1864-1941)
Comerciante y periodística, poco después de su llegada a la localidad fue elegido primer intendente, organizando material y jurídicamente el nuevo municipio, adoptando múltiples iniciativas el comienzo de la urbanización del Chorrito, el ensanche del cementerio y la delineación de las primeras calles. Él mismo diseño el escudo para la flamante municipalidad: un cerro altivo coronado por una gran bandera argentina.

### Manuel Tassano (1865-1937)
Fue empresario y titular de tierras y propiedades en la localidad de La Cumbre. Se ocupó de publicar en el año 1931, un libro llamado” Revelaciones históricas del Valle de Punilla 1535-1930”, que es el primer documento histórico que intentó recopilar desde el principio la historia de este valle cordobés, en especial de La Cumbre. El valor de la obra reside principalmente en su antigüedad y ser de autoría de un testigo del nacimiento de este pueblo.

### Manuel Mujica Lainez(1910-1984)
El reconocido Manuel Bernabé Mujica Lainez fue un escritor, crítico de arte y periodista argentino, conocido en el ambiente literario con el sobrenombre de «Manucho». Es reconocido por sus varias obras de literatura argentina, como «Canto a Bs. As.» (1943); «Vida de Aniceto el Gallo» (también de 1943); «Misteriosa Buenos Aires» (1950); una serie de cuentos, escritos entre 1949 y 1954; y «La Casa» (1954), considerada su mejor novela. 
Con el deseo de vivir retirado, compra en la localidad de La Cumbre en 1939 una casona llamada «El Paraíso», ubicada en Cruz Chica, la cual inspira la creación del cuento «El Hombrecito de Azulejo». Esta edificación es actualmente uno de los museos locales más importantes del pueblo y de la zona de Punilla. 
Es importante mencionar que la costumbre de festejar Halloween en La Cumbre fue generada a partir de las fiestas extravagantes que llevaba a cabo Manuel Mujica Laínez en “El Paraíso” con motivo de su cumpleaños y para festejar Halloween. Luego de su muerte se dejaron de hacer estas fiestas porque nadie más las organizaba hasta que se retomaron como una celebración en su memoria, las cuales terminaron siendo conocidas como “La fiesta de Halloween” o "Fiesta del Pungo".   

### Miguel Ocampo(1922-2015)
Miguel Saturnio Ocampo Leloir fue un artista y arquitecto reconocido internacionalmente, instalado en La Cumbre a principios de los años 80. Su trabajo en la diplomacia llevó a Miguel Ocampo a diversos destinos, plasmando sus obras artísticas alrededor del mundo. En La Cumbre se encuentra una sala donde se preservan varias de sus obras a cargo de su esposa Susana Willington. 
Bárbara Anderson (1973-) 

## Infraestructura

### Carreteras
Se accede a La Cumbre a través de la ruta Nacional 38.
Para ingresar al área céntrica, la ciudad posee tres accesos desde la ruta 38; El acceso sur, que forma parte de la Ruta Provincial E-76 y conecta con la Ruta Nacional 38 cercano al límite con Villa Giardino. Dicho acceso posee el nombre de Avenida Arturo Illia, también conocida como La Entrada Nueva.
El segundo acceso importante es la Avenida General San Martín o La Entrada Vieja, que forma parte del acceso norte; Mientras que el tercero es menos transitado por ser una carretera de tierra, paralela a la avenida San Martín, llamada Calle Córdoba.
Es de destacar que otras vías terrestres forman parte de la red de accesos a La Cumbre:
- Ruta Provincial E-76 o Camino a Los Cocos, une al área céntrica de La Cumbre con los suburbios de Cruz Chica, Cruz Grande y la vecina localidad de Los Cocos.
- Camino de los Artesanos, camino de tierra que circula por los barrios residenciales de El Pungo, para luego seguir en el barrio La Punilla perteneciente a Villa Giardino.
- Calle Félix de Michelle, o Camino al Cementerio, avenida de tierra que ingresa desde la ruta nacional 38, al noroeste de la localidad, cerca del límite con la vecina San Esteban. Sobre ésta vía se encuentran los cementerios de la localidad. En su sector más céntrico pasa a ser una avenida pavimentada.
- Ruta Provincial S315 o Camino de Cuchi Corral, camino de tierra que transita hacia el valle del Río Pintos y San Marcos Sierras.
- Ruta Provincial E-66, camino de tierra que parte de la ruta nacional 38 al sur de la localidad y circula hacia las sierras chicas, atravesando el cordón montañoso rumbo a Ascochinga y Jesús María.
- Ruta Provincial S154, camino de tierra que nace de la intersección con la ruta provincial E-66 en la zona de montaña al este de La Cumbre, cercano al paraje de El Rosario. Esta vía circula en dirección sureste hacia la región de Sierras Chicas pasando por Villa Cerro Azul y arribando a Agua de Oro.

### Transporte Aéreo
La ciudad cuenta con un pequeño aeródromo ubicado al oeste de la localidad, denominado Aeropuerto de La Cumbre. El mismo contó con exitosos vuelos a las ciudades de Córdoba y Buenos Aires a mediados del siglo XX; Aunque en la actualidad ninguna línea aérea brinda vuelos regulares.

### Transporte
La ciudad cuenta con una amplia terminal de ómnibus ubicada en el centro, contando con servicios de bar, baños, kiosco, taxis, peluquería entre otros. A pocos metros de la misma se encuentra la oficina de informes turísticos.
Además, los autobuses poseen otras paradas adicionales sobre las avenidas que transitan.
| Autobuses                | Autobuses                              | Autobuses |
| Empresa                  | Línea                                  | Destinos |
| ------------------------ | -------------------------------------- | --- |
| Empresa Sarmiento        | La Falda-Capilla del Monte urbano      | La Falda, Huerta Grande, Villa Giardino, Los Cocos, San Esteban, Capilla del Monte. |
| Empresa Sarmiento        | Córdoba-Cruz Del Eje por Ruta 20       | Córdoba, Villa Carlos Paz, Va. Santa Cruz Del Lago, Parque Síquiman, Bialet Massé, Sta. María De Punilla, Cosquín, Casa Grande, Valle Hermoso, La Falda, Villa Giardino, Capilla del Monte, San Marcos Sierras1, Cruz Del Eje.                                                       |
| Empresa Sarmiento        | Córdoba-Villa Dolores por Cruz Del Eje | Córdoba, Villa Carlos Paz, Va. Sta. Cruz Del Lago, Parque Síquiman, Bialet Massé, Sta. M. De Punilla, Cosquín, Casa Grande, Valle Hermoso, La Falda, Villa Giardino, Capilla Del Monte, Cruz Del Eje, Va. De Soto, San Carlos Minas, Cura Brochero, Mina Clavero, Nono, Va. Dolores. |
| Empresa Ersa             | Córdoba-Cruz Del Eje                   | Córdoba, Villa Carlos Paz, Va. Santa Cruz Del Lago, Parque Síquiman, Bialet Massé, Cosquín, Casa Grande, Valle Hermoso, La Falda, Los Cocos, Capilla Del Monte, Cruz Del Eje. |
| Empresa Ersa             | Córdoba-Villa Dolores por Cruz Del Eje | Córdoba, Villa Carlos Paz, Va. Sta. Cruz Del Lago, Parque Síquiman, Bialet Massé, Sta. M. De Punilla, Cosquín, Casa Grande, Valle Hermoso, La Falda, Villa Giardino, Capilla Del Monte, Cruz Del Eje, Va. De Soto, San Carlos Minas, Cura Brochero, Mina Clavero, Nono, Va. Dolores. |
| Empresa Transierras      | Córdoba-La Cumbre diferencial          | Córdoba, Bialet Massé, Cosquín, La Cumbre. |
| Urbano Capilla Del Monte | Bus Urbano La Cumbre                   | (Cancelada) Conectando el área céntrica con los barrios Santa Helena, San Jerónimo y Estancia El Rosario. |

1Sólo una frecuencia por la mañana ingresa a San Marcos Sierras.
| Autobuses Larga Distancia  | Autobuses Larga Distancia  | Autobuses Larga Distancia |
| Empresa                    | Línea                      | Destinos |
| -------------------------- | -------------------------- | --- |
| Urquiza/Sierras De Córdoba | Retiro-Capilla Del Monte   | Buenos Aires-Retiro, Escobar, Campana, Rosario, Armstrong, Bell Ville, Marcos Juárez, Villa María, Oliva, Oncativo, Laguna Larga. |
| Urquiza/Sierras De Córdoba | La Plata-Capilla Del Monte | La Plata, Quilmes, Llavallol, Rosario, Armstrong, Bell Ville, Marcos Juárez, Villa María, Oliva, Oncativo, Laguna Larga.          |
| Buses Lep                  | Retiro-Capilla Del Monte   | Buenos Aires-Retiro, Escobar, Campana, Rosario, Bell Ville, Marcos Juárez, Villa María.                                           |
| El Práctico                | Retiro-Capilla Del Monte   | Buenos Aires-Retiro, Escobar, Campana, Rosario, Bell Ville, Marcos Juárez, Villa María, Oliva, Oncativo, Laguna Larga.            |
| Cata Internacional         | Córdoba-Mendoza            | Milagro, Chepes, Vallecito, Caucete, San Juan, Jocolí, Mendoza.                                                                   |
| Chevallier                 | Capilla Del Monte-Retiro   | Villa María, Rosario, San Nicolás, Campana, Escobar, Thames, Buenos Aires-Retiro.                                                 |
| El Práctico                | Capilla Del Monte-Paraná   | Arroyito, Devoto, San Francisco, Angélica, Santo Tomé, Santa Fe, Paraná.                                                          |
| Urquiza/Sierras De Córdoba | Córdoba-Saujil             | Chañar, Chamical, Patquía, La Rioja, Aimogasta, Pajonal, Saujil.                                                                  |
| Socasa                     | Córdoba-La Rioja           | Patquía, Chamical, La Rioja, Olta.                                                                                                |

La Cooperativa La Calera brindó servicios de interurbano en La Cumbre hasta el año 2009. También contó con un servicio urbano que operó el circuito La Cumbre-Capilla del Monte por Los Cocos, el mismo es operado actualmente por Empresa Sarmiento.
La empresa Ciudad De Córdoba brindaba servicios también en La Cumbre hasta su quiebre. Sus horarios son actualmente operados por Empresa Ersa.
La Estación de Ferrocarril de La Cumbre se ubica en el centro de la localidad, a pocos metros de la estación de ómnibus. La misma contó con servicios de trenes hasta la década de 1990. Actualmente en sus instalaciones funciona la oficina de informes turísticos y la sala de reuniones del consejo deliberante.
La línea de ferrocarril que prestó servicio en la ciudad, el tren de las Sierras, está retornando a sus funciones progresivamente en todo el Valle de Punilla. Se estima que en diciembre de 2021 el tren vuelva a La Cumbre.
| Ferrocarril (inicia en octubre de 2023) | Ferrocarril (inicia en octubre de 2023)                                                                                                 |
| línea                                   | destinos |
| --------------------------------------- | --- |
| Tren de las Sierras                     | Córdoba, San Roque, Bialet Massé, Santa María de Punilla, Cosquín, Casa Grande, Valle Hermoso, La Falda, Huerta Grande, Villa Giardino. |

## Deportes
La localidad goza de una ubicación cercana a numerosas montañas que permite la práctica de ciclismo, mountain bike, senderismo y footing entre otros deportes al aire libre. También cuenta con un club de golf, actividades aerodeportivas y varios centros, destacando entre ellos la Biblioteca y Club deportivo La Cumbre, que cuenta con la escuela de deportes. El equipo de fútbol representante de la ciudad es el Club 25 de Mayo, que actualmente juega en la Liga departamental de Punilla.
La Cumbre cuenta además con los siguientes complejos deportivos:
- Club 25 de Mayo
- La Cumbre Golf Club
- Biblioteca y Club deportivo La Cumbre
- Cuchi Corral, actividades de parapente
- Aeroatelier, polo aerodeportivo
- Complejo Tierra Deporte
- Gimnasio Pamplona
- Canchas de fútbol Av. Arturo Illia
- Predio de fútbol Canchas de los Ochoa

## Salud
- Hospital municipal Oscar Vignaroli
- Clínica La Cumbre
- Centro de salud AMEPRI
- CEM

## Parques y Recreación

### Parques
- - Plaza 25 de Mayo
  - Plaza Iglesia Del Carmen
  - Plaza San Martín
  - Parque de Turismo
  - Plaza Saludable Ferrocarril
  - Plazoleta de la Virgen Terminal de ómnibus
  - Parque Costanera El Chorrito
  - Plaza Barrio El Potrerillo
  - Plaza Asadores El Potrerillo
  - Plaza Valle del Sol
  - Plaza Ignacio Moyano Amenábar
  - Plaza Barrio Argentino
  - Plaza María Antonia Cardani
  - Plaza Barrio Las Flores
  - Plaza Barrio Sintonía
  - Plazoleta Las Marías
  - Plazoleta El Cabor
  - Plazoleta Juan Benitz

## Educación
Los siguientes colegios integran la oferta educativa en la ciudad: 			
- C. E. María Josefa Bustos (urbano, mixto, público, laico, nivel inicial y primario)

En 1897 se fundó la primera escuela  con el nombre de San Jerónimo, dirigida por José González. En 1949 la escuela cambia su nombre al actual, en homenaje a María Josefa Bustos nacida en la ciudad de Córdoba en 1716.
- C. E. Alfredo Benitz (rural, público, laico, mixto, nivel inicial y primario)

Se fundó como escuela rural en 1900 por Juan Ruiz Quinteros. A mediados de 1912  se puso en funcionamiento oficial, bajo la dirección del maestro Luciano Boucar. En 1940 por diligencia de la Dra. Doralisa Olmedo se consiguió la donación del terreno y actual edificio, legado otorgado por Olga Blanche Hommer de Benitz con la única condición que la Escuela lleve el nombre de su difunto esposo, Alfredo Benitz.
- C.E. 25 de Mayo (Rural, público, mixto, Nivel Inicial y Primario)

Se creó en 1906 a cargo del Maestro Agustín Garay, por pedido de Herculano Olmos y Bersavé Eguiluz al Dr. Félix Garzón. 
- Colegio Nuestra Señora de Lourdes (urbano, mixto, privado, religioso, nivel Inicial, Primario y Secundario)

El Arzobispo, Monseñor Fermín Laffite solicitó a la Reverenda Madre Provincial de la congregación, un grupo de religiosas para la localidad de La Cumbre. En 1939, abrió sus puertas como colegio de mujeres religiosas a cargo de las Hermanas de esta congregación.

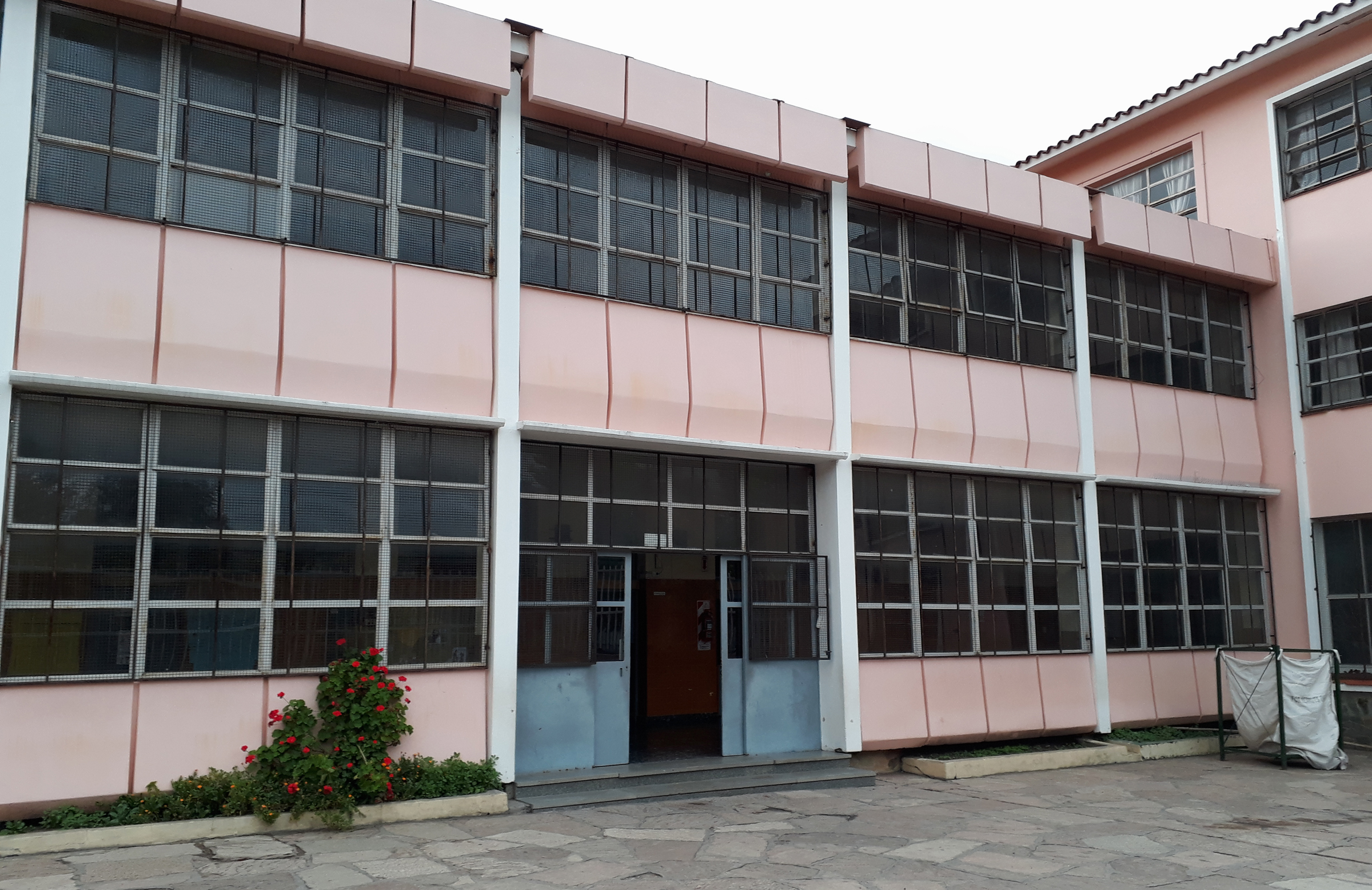
Colegio Nuestra Señora de Lourdes

- C.E. María Esther Herrera de Gómez Elizalde (urbano, público, mixto, laico, nivel secundario)

En 1939 comienza a funcionar en el Departamento cordobés de San Alberto, para luego trasladarse a la localidad de La Cumbre, en el año 1947.
En 1978 se consagró como Escuela provincial, y finalmente en 1981 la Dra. Blanca González de Bobadilla impone el nombre actual en honor a una maestra fallecida en 1969.
En 2017, esta Institución fue declarada Monumento Histórico Municipal.
- St. Paul´s School (Instituto de Educación San Pablo, privado, mixto, bilingüe, laico, Nivel Inicial, Primario, Secundario)

Fundado en 1954 por el inglés Albert H. Thurn en Cruz Grande, con el propósito de educar en el idioma inglés a un grupo de varones pupilos procedentes de otras ciudades y países.
Manteniendo la tradición de los colegios ingleses, los alumnos están agrupados en dos Houses (School Houses) que llevan los nombres de Scott y Livingstone. La vida de ambos exploradores fue un ejemplo del lema oficial del colegio “To strive, to seek, to find” (“Luchar, Buscar, Encontrar”,  fragmento de un poema de Alfred Lord Tennyson, Ulises). 
- C. E. N. M. A. La Falda – Anexo La Cumbre (urbano, público, mixto, adultos, laico, nivel secundario)

Es la primera escuela pública de Nivel Secundario para Adultos en la localidad, que comenzó a funcionar en 2003 en las instalaciones del actual C.E. María Josefa Bustos. Hasta 2013 se registraron nueve promociones de Bachilleres en Producción de Bienes y Servicios.
- I.D.E.S. – Instituto de Enseñanza Secundaria (urbano, público, laico, mixto, Nivel Secundario)

Comenzó a funcionar en marzo de 1951 dirigido por el Dr. Baudilio Vázquez Cuestas.
En 1956 habilitó hasta el curso de 5.º año funcionando en el Anexo del Palace Hotel.
- I.T.I. – Instituto Técnico Industrial “Félix De Michelle” (urbano, privado, mixto, laico, Nivel Secundario)

El 11 de marzo de 1974 nació a partir del IDES como una sección técnica de este. El 20 de diciembre de 1976 la Superintendencia Nacional de la Enseñanza Privada incorporó al ITI a la Enseñanza Oficial con un plan de estudios basado en la Especialidad Electromecánica. El nombre “Félix de Michelle” se debe al nombre del primer Representante Legal del Instituto.

## Cultura

### Música
Entre las actividades orientadas a la música en La Cumbre destaca en el mes de noviembre el Festival Nacional Infantil de Folklore. También merecen mención los recitales que se organizan en el centro de la localidad frente a la oficina de turismo los días de verano. 

### Eventos durante el año

#### Las noches de arte
El 6 de enero se realiza una noche de arte  que consiste en un recorrido nocturno por talleres/galerías/espacios de arte de la localidad de La Cumbre. Entre los artista locales incluidos se puede mencionar Miguel Ocampo, Santiago Dartiguelongue, Martin Kovensky, Matías Mischung, Emma Gargiulo, Marta Fernández y  Alejandra Kohan, entre otros.

#### Parapente
Durante los meses de enero y febrero se realizan encuentros de parapente en Cuchi Corral, con la participación de instructores de todas partes del país.

#### Carnaval
Festividad donde se realiza un desfile con carrosas y música en vivo, brindado por los centros vecinales.

#### Filba
Encuentro literario que se realiza en el mes de marzo donde diversas personas del mundo literario se hacen presentes en charlas y encuentros que se llevan a cabo en salas, ateliers, casas de té y sitios culturales en La Cumbre.

#### Carrera ADN
Carrera creada por Matías Allié que se realiza en el mes de marzo con la particularidad de ser una carrera inclusiva. Cuenta con tres categorías: 2.5 km, 8 km y 18 km.

#### Fiesta de San Patricio
Evento en marzo orientado a revalorizar la cultura irlandesa, con su típica bebida, la cerveza, música y bailes

#### Semana Santa
Todos los años se organiza para Semana Santa el Vía crucis, tanto en su versión diurna y nocturna.

#### Feria Sobre Ruedas
Gran feria celebrada en los meses de abril y octubre. Tiene lugar un día domingo en inmediaciones de la estación de autobuses y en ella los habitantes de la ciudad venden productos desde su propio automóvil.

#### El desafío del Río Pinto
En el mes de mayo se celebra la principal competencia de mountain bike de Sudamérica. En 1996, un grupo de entusiastas que organizaban distintas competencias deportivas decidieron hacer una carrera de bicicletas hasta el dique de Cruz del Eje, porque en el club de Pesca de aquella ciudad se hacía el asado del Día del Trabajador. Aquel 1° de mayo recorrieron los 55 kilómetros 136 competidores. Era el primer Desafío del Río Pinto. Al pasar los años esta carrera se fue ampliando y competidores de toda Latinoamérica llegaron a la localidad para competir. 
La carrera consta actualmente de 71 km,  nace y termina en La Cumbre con escalas en San Marcos Sierras, Capilla del Monte y San Esteban, y cuenta con 1.280 metros de subida acumulada. Hay diferentes categorías masculinas (menores, pre-juveniles, juveniles, sub-23, élite, máster A1, máster A2, máster B1, máster B2 , etc.) y femeninas (damas menores, élite, damas A, damas B, damas C, damas D).
En octubre se realiza la revancha del Río Pinto y el recorrido se realiza al revés, naciendo en San Marcos Sierras y finalizando en La Cumbre.

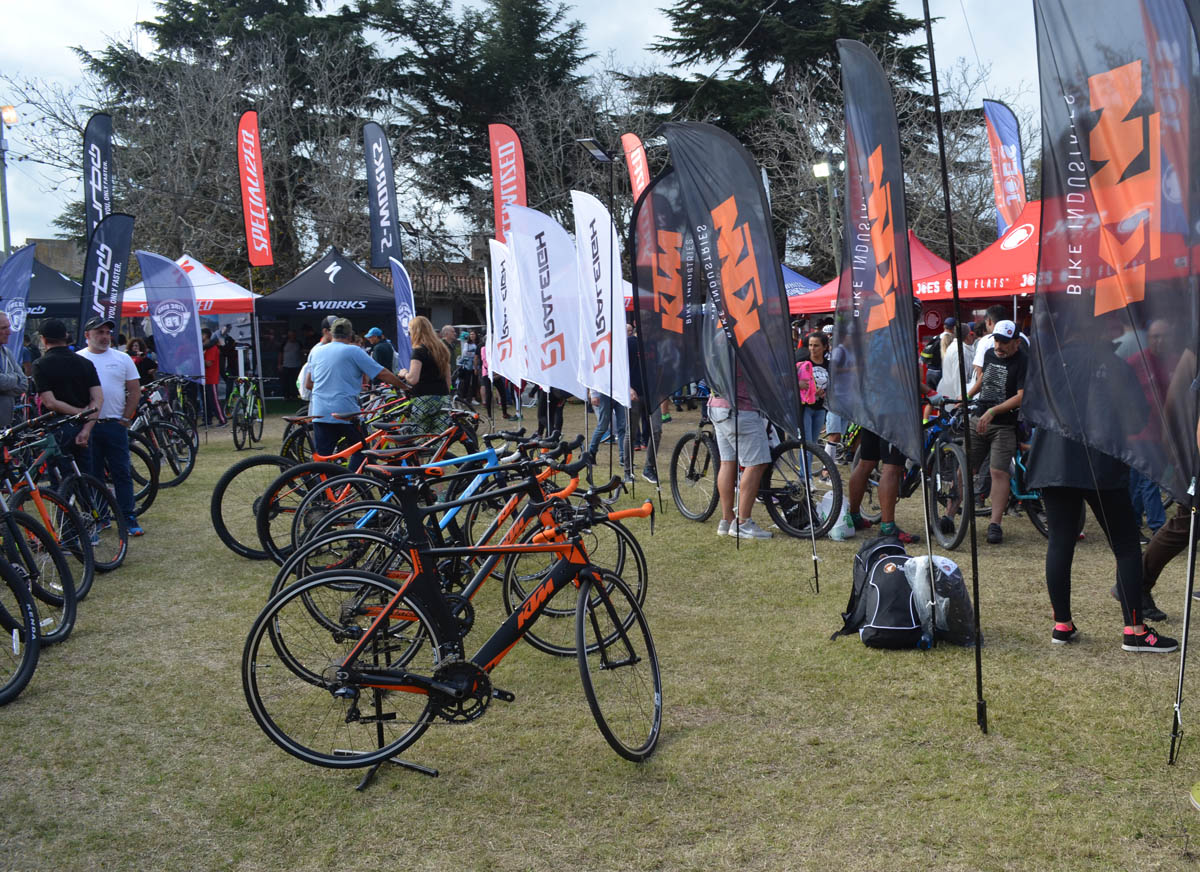
Puestos en feria del desafío a Río Pinto.

#### Five o`clock
En septiembre se festeja este evento que consiste en una exposición de productores del mundo del té y un circuito de casas de té combinado con música y la cultura de la localidad.

#### Fiestas patronales
Entre los meses de julio y septiembre se festejan diferentes fiestas patronales: Nuestra Señora del Carmen el 16 julio, San Roque en agosto y la Virgen de la Merced en septiembre.

#### Fiesta de Halloween
En octubre se realiza durante la tarde el clásico dulce o truco donde niños de todas las edades salen disfrazados a pedir caramelos.
La celebración de Halloween en La Cumbre tiene su origen en las fiestas realizadas en estas fechas por Manuel Mujica Láinez en su casa "El Paraíso", a la cual todos tenían acceso sin restricciones, con una sola condición: concurrir disfrazados.

#### Ajedrez
Gracias a profesionales locales como César Guy Vergez, Eladio Rodríguez y Damaris Rivadera, esta actividad ha tomando gran impulso en La Cumbre. Además de impartirse clases en diferentes espacios de la ciudad, existe un calendario con diferentes torneos y encuentros durante el año.

#### Maratón Familiar Roscelliana
Maratón de adultos y niños organizada por el colegio Nuestra Señora de Lourdes. Generalmente tiene lugar un día de junio por la tarde y también cuenta con actividades al aire libre y concursos.

#### Encuentro Nacional Infantil de Folklore
A partir del 8 y hasta el 11 de noviembre se realiza un encuentro nacional infantil de folklore, donde niños de todas las provincias demuestran tradiciones nacionales en un concurso de baile y peña folklórica 

#### Flower show
Durante el mes de noviembre se realiza una exposición y concurso de flores y horticultura. 

#### Navidades serranas
Este evento consiste en un ciclo de actividades donde se revaloriza la Navidad a través de una exposición de pesebres, la llegada de papa Noel, un pesebre viviente y demás actividades vinculadas a esta festividad.

#### Campeonato de golf
Durante el año se realizan varios torneos de índole nacional e internacional ya que La Cumbre cuenta con una de las canchas más lindas de la provincia de Córdoba.

#### Ciclo de charlas de escritores
Durante el año se realizan presentaciones y charlas sobre libros publicados por escritores que viven en La Cumbre, que actualmente contabilizan 33.

#### Ferias de Ciencias
Las tradicionales ferias de ciencias de las instituciones educativas de la ciudad muestran proyectos y trabajos realizados por los alumnos durante todo el año. 
La de mayor envergadura es la perteneciente al colegio Instituto Privado Adscripto (IPA), con más de 20 años de historia y gran cantidad de público visitante. Además de las presentaciones y muestras, cuenta con venta de productos alimenticios fabricados en el colegio. Se desarrolla durante 2 días (jueves y viernes) a mediados del mes de octubre. El Instituto General San Martín (IDES), celebra su feria a principios de noviembre. Mientras que el colegio Nuestra Señora de Lourdes celebra a mediados de octubre su feria de ciencias orientada a ecología y proyectos sustentables, que desde 2021 lleva el nombre de Ecoferia.

### Medios de comunicación

#### Radio
La Cumbre posee varias estaciones de radio FM que cubren la localidad y áreas circundantes: 
- Suena Radio 92.5
- Contacto 102.9 FM

Adicionalmente, en La Cumbre y áreas cercanas pueden sintonizarse otras estaciones de radio AM y FM como las siguientes:
- Radio Universidad 580 AM
- LV3 Radio Córdoba 700 AM
- Radio Nacional Córdoba 750 AM
- Radio Mitre Córdoba 810 AM
- Radio Sucesos 1350 AM
- Estación X 107.5 FM
- Cadena 3 100.5 FM
- 88.7 Radio Comunitaria San Esteban
- Extra Brut FM
- La Falda 95.5 FM
- La Serranita 95.1 FM
- Única 104.9 FM
- Astral 93.7 FM
- Cadena Centro FM
- Cadena Eco 91.1 FM
- Jota FM
- La Serranita FM

#### Televisión
El canal de televisión local nació en la década de 1990 bajo el nombre de Canal 11, transmitiento a través del cable en toda la ciudad y la vecina localidad de Los Cocos. Actualmente se denomina Canal 2 y cubre todo el Valle de Punilla, con noticias y programas de La Cumbre y la región.
- Canal 2 (ex Canal 11)

Adicionalmente, la televisión abierta análoga ofrece canales provenientes de los transmisores ubicados en Los Cocos; mientras que la TDT (televisión digital terrestre abierta) incorpora algunas señales más, las cuales son recibidas desde el transmisor de Villa Carlos Paz:
- Canal 10 Córdoba  (canal 3 análoga)
- El Doce (canal 5 análoga)
- Telefé Córdoba (canal 7 análoga)
- Encuentro (canal 22.01 tda)
- Paka Paka (canal 22.02 tda)
- Mirador (canal 22.03 tda)
- Cine.ar TV (canal 22.04 tda)
- Tecnópolis (canal 22.05 tda)
- TV Pública (canal 23.01 tda)
- Construir (canal 23.02 tda)
- DeporTV (canal 24.1 tda)
- Canal 26 (canal 24.02 tda)
- France 24 (canal 24.03 tda)
- Crónica (canal 24.04 tda)
- CN23 (canal 25.01 tda)
- C5N (canal 25.02 tda)
- La Nación+ (canal 25.03 tda)
- G360 (canal 25.04 tda)
- RT (canal 25.05 tda)
- Canal U (canal 31.01 tda)
- Canal 10 Córdoba (canal 31.02 tda)

La TV de paga es provista a través de cable por la empresa Carlos Paz Televisión y de manera satelital por DirecTV..

#### Prensa
- El Peridiario es el periódico digital de La Cumbre. Disponible en internet, en www.elperidiario.com.ar.
- Prensa del Centro, diario de papel semanal de la localidad de La Falda y distribuido en La Cumbre y todo el Valle de Punilla.
- Diario de Villa Carlos Paz, diario de papel semanal de la ciudad de Carlos Paz y distribuido en La Cumbre y todo el Valle de Punilla.
- Yo Publico Web, edición mensual impresa con artículos y anuncios clasificados, distribuida en todo el Valle de Punilla.
- El Utilitario, edición mensual impresa con artículos y anuncios clasificados, distribuida en el Valle de Punilla y Cruz del Eje.

Telecomunicaciones

El servicio de telefonía es provisto por Telecom, mientras que el internet lo brindan Arnet (ADSL y dial-up), Carlos Paz TV (cable), y los operadores inalámbricos Open Noa, Ynfinity, Conecta y Berkanet.

## Servicios públicos y utilidades
El agua potable de la localidad es provista por la Municipalidad y proviene en su mayoría del Dique San Jerónimo ubicado en las Sierras Chicas, como así también de los arroyos Cruz Chica y Tiu Mayú, y de los pozos de Las Mesillas, Conejeras, Golf Club, Agua del Durazno  y Cruz Grande.  

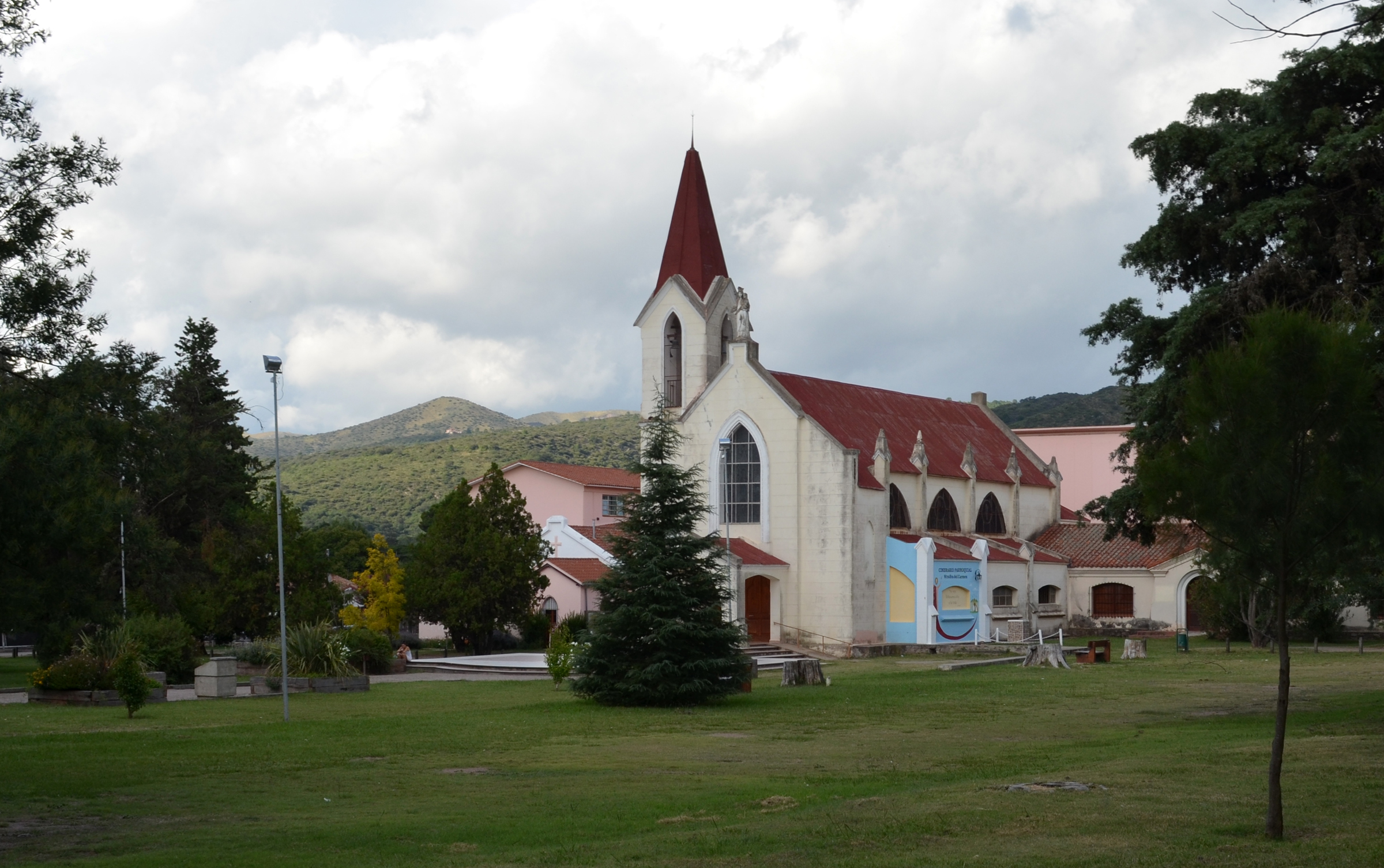
Parroquia Nuestra Señora del Carmen.

La energía eléctrica es provista por la empresa EPEC..
Hay gas natural disponible en toda el área urbana, provisto por Ecogas. 

## Parroquias de la Iglesia católica en La Cumbre
| Diócesis  | Cruz del Eje              |
| --------- | ------------------------- |
| Parroquia | Nuestra Señora del Carmen |

También en La Cumbre se encuentran las siguientes iglesias:
- Iglesia Río Pintos Virgen de las Mercedes
- Capilla San José
- Iglesia Nuestra Señora de Fátima
- Capilla San Roque
- Capilla de la Santa Cruz